# 時代劇
時代劇（じだいげき）は、日本の演劇や映画・テレビドラマなどで現代劇と大別されるジャンルとして、主に明治維新以前の時代の日本を舞台とした作品の総称である。

## 概要

### 時代劇の定義
時代劇というジャンルは、その作品の数から、主に平安時代から明治維新までを扱った作品が「時代劇」とも解釈されている。しかしあくまで解釈であって、厳密に定義があるわけではない。奈良時代以前の古代も含まれるという解釈も存在する。キネマ旬報社2012年発行の『現代映画用語事典』では「明治維新以前の時代を扱う日本映画で、特に戦国時代から江戸末期までを題材とした剣戟映画（チャンバラを含む映画）が時代劇映画の主軸として捉えられ、一般に"時代劇"とのみ称される」と説明され、日本図書センター2008年発行の『世界映画大事典』では「明治維新の頃より以前の時代を扱った劇映画の呼称で、現代劇に対するジャンルとして多様な広がりを持っている」と書かれており、また「髷（マゲ）を結んだ人物が主な登場人物であれば全て時代劇映画と定義する」とするもの、など解釈は多様である。英米では「period drama」もしくは「costume drama」と訳されたが、近年はそのまま「Jidaigeki」と呼ぶ例も増えている。時代劇で数多く製作されているのは、江戸時代を舞台にした作品である。

### チャンバラ
時代劇は一方でチャンバラとも呼ばれ、その部分や作品についてチャンバラシーンやチャンバラスタイル、チャンバラ映画と呼ばれ、殺陣という言い方もされる。これはクライマックスに剣戟シーンがある時代劇を指し、時代劇の中のサブジャンルでもあり、時代劇が即チャンバラではない。語源は新国劇からの剣劇の影響を受けた剣戟映画で、立ち回り(殺陣)で両者の刀がぶつかった時に、刀の発する音を擬音で「ちゃんちゃんばらばら」と表現したことからそれを略して使われた言葉である。
またこれとは別に時代劇は俗に髷物（まげもの）、丁髷物（ちょんまげもの）とも言われ、英語では「Samurai cinema」「Samurai film」あるいは「Samurai drama」と表記されている。

### 歴史劇
時代劇に対して「歴史劇（史劇）」というものも存在するが、フィクションに近いかノンフィクションに近いかで区別する時代小説と歴史小説とは違い、日本国内のものを「時代劇」、日本以外のものを「歴史劇」或いは「史劇」と呼び分けている。

### フィクションとしての時代劇
時代劇は、実際にあった歴史上の事件や歴史に残る人物を登場させることも多いが、登場する人物像を始め、その時代の慣習、風俗、効果音、台詞などが大胆にフィクション化され、その時代劇が制作された年代の大衆に受け入れやすいようになっている。
一般論として、時代劇で描かれる歴史はあくまでフィクションであり、同じ題材を扱っていても全く解釈の異なる作品が生み出されている。

## 時代劇の誕生
「時代劇」という用語はもともと活動写真から誕生した言葉であり、映画の歴史と共に歩んできたジャンルである。そして映画が活動写真と呼ばれていた最初の頃には、厳密に時代劇と呼ばれるジャンルは無かった。

### 旧劇映画
1899年（明治32年）に当時の歌舞伎の九代目市川團十郎と五代目尾上菊五郎の「紅葉狩」の演目を撮影した「紅葉狩」が現存する日本最古の映画として一部フィルムが残っているが、これは映画興行を目的としたものではなく、あくまで記録として残されたものである。そして映画興行の目的で撮影された最初の時代劇映画は1908年（明治41年）に牧野省三（後のマキノ省三）が製作した『本能寺合戦』をもって嚆矢とするものである。ただしこの初の時代劇は、当時は旧劇と呼ばれていた。
明治から大正時代の半ば過ぎまでの時代物全般は旧劇であった。講談・歌舞伎からの題材が多く、人物造形・衣装・化粧・演技・立ち回り・女形など、舞台の名残を強く留め、声色弁士と邦楽器による鳴り物・囃子の伴奏が多かったと言われる。

### 時代劇映画以前の呼称
1920年代に入った頃に当時「映画劇」と呼ばれる日本映画の革新運動が起こり、欧米を模範にシナリオの重視、映画技法の活用と表現の工夫、弁士に依存しない字幕の利用、そして女優の採用などこの時期までの活動写真とは違う、撮影や編集までの映画全般に及ぶ内容の新しさを求めた運動が起こった。それに刺激を受けた形で、旧劇映画についても「旧劇の映画劇化」「旧劇映画改造論」「映画劇的な旧劇」といった言葉が活動写真の論評に使われていた。
『本能寺合戦』以降に映画の題名と共に宣伝に使われた呼称を列挙すると、旧劇、革新旧派映画、純映画劇、新映画劇、旧派純映画劇、新時代劇および新時代映画、時代劇および時代映画となる。革新旧派映画は旧劇様式ではあるがロケ撮影を生かした自然描写、細かいカット割りがあり、しかし女形を採用していた。映画劇は欧米風の映画様式に近づけたもので、脚本と撮影技法を重視し字幕を使い、そして女優を採用した。純映画劇も新映画劇も同じで、マキノ省三監督の『実録忠臣蔵』は新映画劇と呼ばれたが女形の採用は残っていた。旧劇をいくらかでも映画劇に近づけたものだが、女優を採用したのは旧派純映画劇であった。そして旧劇の映画劇化をさらに進めたのが新時代劇および新時代映画と呼ばれたもので、新しい解釈、新しい視点を入れて、演技も新劇系を導入し、女優を採用している。
旧劇映画の芝居臭さ、荒唐無稽の非現実性、女優不在の不自然さに対して、やがてそれらに対して作られていったのが「新時代劇」という呼称の新しい時代劇であった。

### 最初の時代劇映画
初めて時代劇と呼ばれた映画は、『本能寺合戦』から14年後の1922年（大正11年）に松竹蒲田撮影所で製作された『清水の次郎長』の宣伝文句に「新時代劇」と名称がつけられていたことから、この映画が「時代劇」と称する映画の始まりであるとされている。監督は野村芳亭（野村芳太郎監督の父）でこの映画の脚本を書いた伊藤大輔がそれまで「旧劇」と呼称されていた髷物映画を、宣伝に「新時代劇」と名付けて公開した。ゆえに「時代劇という呼称は松竹蒲田撮影所で製作された映画に冠されたものである」、とされている。
ただ岩本憲児は著書『「時代映画」の誕生』の中で、1922年（大正11年）から1923年（大正12年）にかけて松竹キネマが「新時代劇」「新時代映画」と呼び、同時期のマキノ映画は「時代劇」「時代映画」と呼んでいたとして混在していたとしている。そして簡略化して「時代劇」が定着していったという。

### 歌舞伎の時代物
歌舞伎の分野では、江戸時代よりも過去の時代を扱った演目を「時代物」（武士・貴族や僧侶など上層社会を題材としたもの）と呼び、江戸時代当時の現代劇を「世話物」と呼んでいた。そして鶴屋南北らの「生世話」は庶民の暮らしを描いた江戸時代のものであるが、江戸時代の武士などの上層社会を題材とすることは不可能であったので、過去の時代に遡って武士・貴族・僧侶を描いて当代の現実を投影させていた。また過去の時代の庶民の姿を題材としたものを「時代世話」とも呼んでいた。もともと「時代物」という呼称は人形浄瑠璃から始まって歌舞伎へ移り、そこでの「時代」は江戸時代以前の奈良・平安・鎌倉・室町時代など7世紀から15世紀までが時代背景となっていた。そして実は江戸時代の世相や世論が強く反映されて、人物造形も同時代的であり、故に今日でも時代劇は現代劇の裏返しという一面が大きい。

### 演劇での旧派劇
明治維新以降の日本の演劇は、1888年（明治21年）、自由党の壮士角藤定憲らが大阪で創始、川上音二郎らが発展させた壮士芝居を、1890年代後半（明治30年代）の日本のジャーナリズムが、歌舞伎との差別化を図るため、便宜的に歌舞伎を「旧派劇」、壮士芝居を「新派劇」と呼び、さらに、1906年（明治39年）に坪内逍遥・島村抱月らの文芸協会、1909年（明治42年）に小山内薫・二代目市川左團次らの自由劇場のヨーロッパ近代劇の影響下にある演劇を、歌舞伎（旧派）、新派との差別化を図り、「新劇」と名乗った。

### 新国劇と剣劇
そして坪内逍遥の門下生で新劇出身であった澤田正二郎が1917年（大正6年）に劇団「新国劇」を結成し、歌舞伎から導入した「剣劇」を発展させて、旧派でも新派でも新劇でもない大衆演劇を目指し人気を博した。新国劇の主な演目である『月形半平太』と『国定忠治』は、好まれて映画化された。
このようにして、現在の「時代劇」と「現代劇」の二分法は、江戸時代の「時代物」と「世話物」を源流にもち、明治時代に演劇の発展とともに「旧劇」「新劇」とされ、大正時代に活動写真から「時代劇」「現代劇」と呼ばれたもので、このジャンルは、「明治維新以前の時代」を扱ったものである。ただしこの「時代劇」という呼び方は映画が発祥であり、そもそも多くの影響を受けていた歌舞伎では使われていない。そして新国劇や大衆演劇の世界でも芝居やチャンバラ劇という言葉が使われており、「時代劇」の歴史は主に映画とテレビの中で歩んだことになる。

## 活動写真の時代劇
最初の時代劇は、前述の通り1908年（明治41年）に牧野省三（マキノ省三）が撮った京都の横田商会での当時「旧劇」と呼ばれた『本能寺合戦』である。この当時、横田商会を設立した横田永之助が活動写真の製作に当たり、演劇関係者に協力を求めて京都西陣にあった千本座という芝居小屋を経営するマキノ省三に協力を依頼し、マキノが真如堂の境内で千本座の舞台で常打ち一座が演じていた狂言「本能寺合戦」の「森蘭丸奮戦の場」を野外で演じさせ、それをワンシーンワンカットで撮影する方法で作った活動写真が『本能寺合戦』であった。マキノ省三は以後『本能寺合戦』を含めて6本ほど映画を作っているが興行成績は芳しいものでなく、ほどなくして映画から撤退を考え始めていたが、その翌年1909年（明治36年）に千本座座頭になっていた尾上松之助を主演にした映画が人気を呼んで、それ以降マキノ省三と尾上松之助は明治末から大正末まで時代劇映画の主流を歩むことになった。

### 泥芝居
このように時代劇は歌舞伎の模倣から始まったものである。この時代の活動写真はズームの技法もなく、旧派・旧劇と呼ばれた歌舞伎の演目芝居をそのまま屋外で撮ったフィルムを小屋で見せる、というのが上映形態であり、「檜舞台で芝居をする」歌舞伎役者は、活動写真の役者を「土の上で芝居をする連中」として「泥芝居」と蔑んだのであった。ただし時代劇が歌舞伎の模倣から始まったのは事実だが、ここでいう歌舞伎とは「大歌舞伎」だけでなく、旅回り一座の劇や小さな小屋で上演される劇も明治期までは全て歌舞伎であった。映画評論家の佐藤忠男は「京都で時代劇を作り始めていたのは、主に二流級の歌舞伎の人々であった」と述べている。

### 時代劇スターの登場
時代劇映画の最初のスターは、尾上松之助である。1909年（明治42年）にマキノ省三と組んで『碁盤忠信 源氏礎』で映画デビューを果たし、以後1926年（大正15年）の『侠骨三日月』まで17年間で1003本の時代劇映画に出演した。「目玉の松ちゃん」と愛称された彼は、歌舞伎や講談、立川文庫のヒーローを繰り返し演じて日活の看板スターとして活躍した。特に特撮の先駆けであるトリック撮影による「忍術映画」が十八番であり、それは歌舞伎から題材を取り、「子ども相手の荒唐無稽なもの」ではあったが、17年間にわたって時代劇の歴史に足跡を刻み、尾上松之助は映画を広く一般の人に広めるうえで大きく貢献した。しかし大正時代の末になると観客は松之助の殺陣に飽き、よりスピーディーでリアル、激しい調子を持った殺陣を求めるようになっていった。またこれとは別にほぼ同時期に澤村四郎五郎 が吉野二郎監督らの忍術映画で人気を呼び、200本を超す映画に出演している。

## 大正時代の時代劇
1912年（大正元年）にそれまでの横田商会、福宝堂、M・パテー商会、吉沢商会の4つの映画会社が合同して「日本活動写真(株)」（日活）が誕生した。日本で初めての本格的な映画会社であった。日活は東京向島と京都二条城に撮影所を設け、向島では新派を、京都二条では旧劇を製作することとなった。そしてマキノ省三と尾上松之助は日活に所属した。これとは別に1914年（大正3年）に「天然色活動写真(株)」（天活）が設立されて吉野二郎と澤村四郎五郎らが所属した。
そして1920年（大正9年）頃までは旧派であった歌舞伎の影響下にあり、女性の役柄は女形が演じていて、後に時代劇の監督になった衣笠貞之助はこの時期は日活向島撮影所の女形であった。
その一方で帰山教正が1919年（大正8年）に新劇を映画に導入した現代劇である『生の輝き』、『深山の乙女』を発表し、その翌年1920年（大正9年）にそれまで歌舞伎の興行しか手掛けてこなかった松竹が松竹キネマを興し、新劇の小山内薫が、同年松竹キネマに招かれて活動写真を撮り始めると、松竹は初めから女形を使わず、女優を映画に起用した。その中から川田芳子、柳さく子、飯塚敏子らが松竹時代劇のスターとなった。
この頃に松竹が映画事業に乗り出したのは、自社が経営する劇場よりも松竹が当時日活に貸していた大阪道頓堀朝日座での客の入りが良く、白井竹次郎が映画に乗り出すべきとの提唱から大谷竹次郎が末弟の信太郎を渡米させ、アメリカの映画事業を調査させてから参入したのであるが、大谷竹次郎はその時に「日本映画の俳優は一流の舞台では用いられない落伍者の集まりであり、このままでは世界の映画界に肩を並べることはできない」として「世界に恥ずかしくないものを作り、映画を輸出する」ことを視野に置いていた。そのためには女形は最初から使わないと決めていた。また旧劇については日活の尾上松之助の歌舞伎的な殺陣に対して新国劇を専属にしてリアリズムな殺陣を打ち立てようとしていた。
1922年（大正11年）頃までは日活は現代劇でも新派の影響で女形を起用していたが、その年の暮れに女形を交えた新派役者十数人が国際活映（国活）に移籍したため、それまでの女形起用を止めて女優を起用し、新劇的な現代劇を製作し始める。その時に日活における名称が、時代劇は「日活旧劇部」、現代劇が「日活新劇部」であった。その当時は東京でも、巣鴨の国際活映（国活）等で時代劇映画は盛んに製作されていたが、新劇の発展と映画への導入が東京主導で行なわれ、やがて国活が倒産し、人材が京都に流出したことでその後の「時代劇の京都」と「現代劇の東京」との棲み分けの源流となった。またマキノ省三は尾上松之助の映画で女形を使って、女優は使っていなかったが、日活は1924年（大正13年）に尾上松之助主演『渡し守と武士』で初めて女優を使っている。
日活向島撮影所でも1923年（大正12年）に松竹に刺激され女優の採用を始めて「第三部」というセクションを設け、女優起用の映画を製作した。この年の現代劇『朝日さす前』がその第一作で、後に日活時代劇の大スター酒井米子を輩出している。同年9月、東京を関東大震災が襲い、日活向島撮影所は閉鎖される。女優やスタッフは日活京都に移り、以後、京都が時代劇映画の本場となった。

### マキノ時代劇
マキノ省三が1921年（大正10年）に日活から独立し、牧野教育映画製作所を設立した。これはマキノ省三が尾上松之助や旧劇と袂を分かつことでもあった。当時忍術映画で尾上松之助が人気役者になった一方、青少年に悪影響を与えているという批判があり、それを教育映画ということでかわす狙いがあったとも、単純な勧善懲悪で「幼稚なチャンバラ映画」であった松之助映画を脱却する方向を模索していたとも言われている。そして1922年（大正11年）に『実録忠臣蔵』を製作して新国劇が生んだ新しい殺陣である写実的な立ち回りを使った当時としては斬新な動きの映画を作った。この映画を見て寿々喜多呂九平がマキノの下に参じ、やがて1925年（大正14年）にこの寿々喜多呂九平が脚本、二川文太郎が監督、阪東妻三郎が主演して製作されたのが『雄呂血』であった。ラストでの主人公が大勢の捕り方に囲まれて大剣戟シーンとなる場面は迫力のあるもので、阪妻の激しい立ち回りが、それまでの歌舞伎調の優雅さとは全く違うリアルな殺陣を見せて時代劇映画に新風を吹き込んだ。以後彼は剣戟映画の大スターとなった。新国劇で展開された立ち回りが映画の殺陣に取り込まれて、それまで旧劇と呼ばれていたものが時代劇と呼ばれる新しいジャンルになったのである。

### チャンバラスターの登場
この頃にマキノ省三は1924年（大正13年）に東亜キネマと合併して翌1925年（大正14年）に聯合映画芸術家協会を設立し、そして同年6月にマキノ・プロダクションを設立した。ここでマキノは、阪東妻三郎、市川右太衛門、片岡千恵蔵、嵐寛寿郎、月形龍之介らのスターを生み出した。彼らは時代劇に「剣戟」の見せ場を持ち込んだ「チャンバラスター」であり、以後「チャンバラ映画」は時代劇の主流を占めるようになった。またマキノが去った後の日活に新劇の小山内薫の門下でもあった伊藤大輔監督と第二新国劇から日活に来た大河内傅次郎主演のコンビが登場し、このコンビで『幕末剣史 長恨』『忠次旅日記』『下郎』『新版大岡政談』と次々と傑作を生み出し、そして『丹下左膳』シリーズが始まりヒットした。この伊藤大輔監督は後に市川右太衛門主演で『一殺多生剣』、月形龍之介主演で『斬人斬馬剣』を製作している。それはおよそ「松之助映画」とは違った「反逆的ヒーロー」の映画であった。
やがて1925年（大正14年）に設立された阪東妻三郎プロダクション（阪妻プロ）を筆頭に、彼ら「チャンバラスター」は次々と独立してスタープロダクションを設立し、チャンバラのスター映画を量産した。阪東妻三郎は、竹薮だった京都郊外の太秦村の地に初めて撮影所を建設した人物であり、この撮影所はその後東映京都撮影所となり太秦映画村となった。
そして大正時代が終わろうとしていた1926年（大正15年）9月、日本映画最初の時代劇スター尾上松之助が世を去った。寿々喜多呂九平と阪東妻三郎、伊藤大輔と大河内傅次郎のコンビが台頭し、松之助自身が自分のこれまでの映画が時代にすでに適応できていないことを感じ取っていたという。全盛期であった1917年（大正6年）には月9本、3日に1本の割合で量産されて「低級な観客相手の粗製濫造品」「何等奥行も巾もない駄作ものばかり」と批評されても映画を作り続けた松之助だが、田中純一郎はその著「日本映画発達史」の中で「他の映画が舞台劇的で動作が少なく科白による内容発展に一切を委ねていたのに対して、松之助自身の軽快な動作、映画的本質の一つとして掴んだマキノ省三の演出方針を基盤として‥‥退屈感はなく視覚を満足させるだけの動きと変化を持っていた」として「他の映画よりは映画的本質に適っていた」と評価している。

## 戦前の時代劇
1927年（昭和2年）、松竹が林長二郎（長谷川一夫）を時代劇スターとして売り出し、女形出身の林の美貌は日本全国の女性を虜とする。林長二郎の登場は彼以外のスターは圧倒的に男性ファンが多い中で、時代劇映画に女性むエポックとなったのである。
この頃にマキノ省三は大作『忠魂義烈 実録忠臣蔵』の製作を開始した。しかし撮影中の度重なるトラブルで片岡千恵蔵や嵐寛寿郎が離反し、しかも精魂込めて製作した『忠魂義烈 実録忠臣蔵』のフィルムを編集中に火災を起こして焼失する不運に見舞われて、1929年（昭和4年）に失意のうちに世を去った。しかし息子のマキノ正博（後のマキノ雅広）が前年に『浪人街』を監督し、その後長く戦前・戦後の時期に時代劇を作り続けて1972年（昭和47年）までに261本の映画を製作してその大半は時代劇であった。

### 千恵蔵プロ
一方、片岡千恵蔵はマキノプロから独立後に千恵蔵プロを設立したが、その際に伊藤大輔監督に相談に行き、「自分のところにいる若い2人を提供するから、今までとは違う時代劇を作ればいい」という趣旨のアドバイスを受けた。その若い2人とは伊丹万作（伊丹十三の父）と稲垣浩であった。そしてやがて伊丹万作は千恵蔵プロで『國士無双』『戦国奇譚 気まぐれ冠者』『赤西蠣太』などの新しく知的で明るい時代劇を作り、「明朗時代劇」と呼ばれた。ユーモアもナンセンスさもあり、それまでの陰惨な大剣戟や暗い傾向のある映画に嫌気がさした観客に支持された。また稲垣浩は千恵蔵プロで『瞼の母』『一本刀土俵入り』などの秀作を製作した。

### 鳴滝組
1934年（昭和9年）、京都の鳴滝に映画監督の滝沢英輔、稲垣浩、鈴木桃作、脚本の三村伸太郎、八尋不二、藤井滋司ら有志が集まり、さらに山中貞雄、萩原遼らが加わって合計8人が集まり共同ペンネーム「梶原金八」の名前でシナリオを作り、そして製作された時代劇映画には現代語を採り入れて新風を巻き起こし、一大勢力となった。このグループは鳴滝組と呼ばれて、片岡千恵蔵の千恵蔵プロの流れを受けて、ユーモアのある明るい時代劇を製作していった。この鳴滝組が製作した映画の代表作が山中貞雄監督、大河内傅次郎主演の『丹下左膳余話 百万両の壺』である。これらの時代劇はその明るさとセリフの分かりやすさ、そのテンポの良さで「髷(マゲ)をつけた現代劇」と言われた。そしてこの頃が戦前における時代劇の頂点であった。
また山中貞雄はその後応召して戦病死したため、わずか5年間の活動で全26本の作品であったが、『丹下左膳余話 百万両の壺』の他に『河内山宗俊』『人情紙風船』のたった3本のフィルムしか現存していない。しかし現在でも山中作品は高い評価を受けている。
1930年代半ばからは、トーキーが導入され、時代劇にも、映画館ごとの活動弁士と生演奏ではない、俳優のセリフと音楽がもたらされ、当時唄う映画スターと呼ばれた高田浩吉が現れ、そこで製作された映画が大曾根辰夫監督『大江戸出世小唄』で、これが最初の時代劇ミュージカルであり、その後マキノ正博監督の『鴛鴦歌合戦』が製作された。

### 各映画製作会社
この昭和初期の映画製作会社は、日活、帝国キネマ（後の新興キネマ）、松竹、東亜キネマ、PCL（後の東宝）、右太衛門プロ、千恵蔵プロ、阪妻プロ、マキノプロ、大都映画などで、年間で各社10本前後から100本前後の製作本数を記録して、時代劇も大きなジャンルとして人気があった。
またトーキー以後もサイレント映画による剣戟にこだわる俳優やスタッフ、観客は存在し、1935年（昭和10年）に西宮の東亜キネマ跡地に設立された極東映画、翌1936年（昭和11年）に奈良の市川右太衛門プロダクション跡地に設立された全勝キネマは、それぞれが解散するまでサイレントの剣戟映画を量産しつづけた。
1930年代、時代劇の製作本数が現代劇を上回る年もあり、時代劇は質量ともに戦前の黄金期を支えていた。

### 歴史映画と国策映画
松之助の忍者映画から始まって、やがて『雄呂血』のようなニヒルな反逆的ヒーローが出たり、その後は『一殺多生剣』『斬人斬馬剣』のような反体制的な傾向を持つ映画が出て、世の中が暗くなっていくと千恵蔵プロや鳴滝組などから明朗時代劇と呼ばれる『國士無双』『赤西蠣太』『丹下左膳余話 百万両の壺』のような明るい時代劇が生まれ、「髷をつけた現代劇」と揶揄され、この鳴滝組的な映画に対抗する形で今度は真面目に歴史ものを描くべきとの声があがり、昭和10年代に入ると『阿部一族』『海援隊』『元禄忠臣蔵』『江戸最後の日』など歴史映画と呼ばれる作品が製作された。やがて国策映画として『海賊旗吹っ飛ぶ』『狼火は上海に揚る』『かくて神風が吹く』などが作られ、映画人が自由に映画が作れない時代となった。そして国策として映画会社の統合が進められて日活の製作部門と新興キネマ・大都映画が合併して大日本映画（大映）が設立され、その第1回作品として阪東妻三郎、片岡千恵蔵、市川右太衛門、嵐寛寿郎が揃っての初共演で『維新の曲』が製作された。

### 検閲
敗戦までの日本映画では流血や博打、接吻などの場面は当局によって禁止された。時代劇も例外ではなく、チャンバラでいくら人が斬られても、また切腹の場面でも流血があると検閲でカットされた。阪東妻三郎は相手を斬る際に、刃を当てた後もう一回引く「二段引き」という殺陣を使ったが、これも「骨まで斬った感じが出るから」とカットされたことがある。全般に「リアルな殺陣」はすべて検閲でカットされたのである。
また、剣戟で人を斬る際の効果音を初めて使ったのは1935年（昭和10年）の『大菩薩峠』で、稲垣浩監督のアイディアで、カチンコの音を逆回転した効果音が使われた。しかしこの効果音も「検閲保留」扱いにされている 。

## 終戦直後

### GHQの検閲と時代劇製作の制限
1945年（昭和20年）の太平洋戦争終結後、日本が連合国軍最高司令官総司令部（GHQ)）の占領統治下に置かれると、GHQは教育文化政策を担当する民間情報教育局（CIE）を設置し、さらに民間検閲支隊（CCD）を置いて、日本映画は二重の検閲を受けることとなった。その政策により、CIEから日本映画に対して13の規制項目が出されて（これが俗にチャンバラ禁止令と呼ばれている）、日本刀を振り回す剣劇（チャンバラ時代劇）は軍国主義的として、敵討ちなど復讐の賛美はアメリカ合衆国に対する敵対心を喚起するとして、こうした要素がある映画は一時製作が制限された。チャンバラ場面が禁止されたため、阪東妻三郎や片岡千恵蔵などの時代劇スターは現代劇に主演し、戦前『鞍馬天狗』をヒットさせた嵐寛寿郎の場合は剣戟のない推理物の時代劇『右門捕物帳』でしか、舞台も映画もできなかったと語っている。しかしそんな時代でも時代劇は製作されていた。戦後最初に作られた時代劇は丸根賛太郎監督の『狐の呉れた赤ん坊』で終戦の年の10月に公開されている。
この数々の制約を受けた特定の時期に撮影が出来た時代劇の傾向として次の4つが挙げられる。1番目は俗に「戦争反省映画」と言われているもので、例として嵐寛寿郎主演で稲垣弘監督『最後の攘夷党』が挙げられる。これは、幕末の攘夷運動に加わった浪士が西洋人に助けられて排外主義の愚かさに気づくストーリーであった。2番目は「既成のヒーロー像の破壊」であり、あるいはそれまでの任侠のイメージを変えるものとして松田定次監督『国定忠治』や吉村公三郎監督『森の石松』があり、特に『国定忠治』は正義感の強い民主主義的な人物として描かれていた。3番目は「剣戟や立ち回りシーンの無いもの」で市川右太衛門主演『お夏清十郎』などの恋愛ものがその例であり、4番目はその「剣戟や立ち回りシーンを回避した映画」で前述の『右門捕物帳』や伊藤大輔監督、阪東妻三郎主演『素浪人罷通る』などであった。しかし戦前からの時代劇を見慣れた観客にとっては「肝心なところが欠けている」と見なされていた。
1948年（昭和23年）1月15日、松竹、東横、大映の京都撮影所は「剣で事件を解決する時代劇は、民主主義建設途上の大衆に誤解を与える」として、今後、時代劇を作らないことを発表した。

### 講和条約以後
そして1951年（昭和26年）9月の講和条約成立で自由に時代劇が作れる時代に入ると、それまで蓄積されていたエネルギーが爆発したようにどっと時代劇映画が溢れ、時代劇映画の歴史で最も輝く時代の始まりであった。
それは占領時代に作られた黒澤明監督『羅生門』の受賞からスタートした。そしてこの『羅生門』はベネチア映画祭でグランプリを獲得した。1952年(昭和27年)に占領体制が終わると、どっと時代劇映画の量産が始まった。溝口健二の『西鶴一代女』『雨月物語』『山椒大夫』『近松物語』、黒澤明の『七人の侍』、衣笠貞之助の『地獄門』が製作されて時代劇映画の黄金時代の幕開けであった。嵐寛寿郎は再び『鞍馬天狗』に出演していった。

## 各社時代劇の興亡
戦後の時代劇映画の製作会社は、松竹、東宝、大映、東映、新東宝、日活、宝塚映画（東宝の傍系会社）などである。
終戦直後に東宝が内紛と労働争議で分裂して1947年3月に新東宝ができ、しばらくは製作は新東宝、配給は東宝の形態がとられたが、やがて新東宝は東宝に配給を断られたことから自主配給に踏み切った。
その一方で戦前の1938年に設立され興行会社としてスタートした東横映画が、戦後1947年から映画製作に進出して当時大映が所有していた京都太秦の大映第二撮影所（後の東映京都撮影所）を借りて製作活動に入った。東横映画は自前の配給網を持たないので当初大映に配給する関係であったが、しかし大映の傘下では経営が成り立たないとして、大映に配給を頼る下請け会社から脱却するため、東急グループの支援を受けて自前の配給会社東京映画配給を1949年10月に作った。しかし赤字が増大し、そこで東急グループは同じ赤字の太泉映画と東横映画と東京映画配給を合併させて1951年（昭和26年）4月に東映と改称して、配給を東宝に委ねた。この当時東宝は分裂騒動の余波で自前での製作能力が無かったので、宝塚映画や東京映画の作品を配給し、そこへ東映作品も配給して、1951年頃は東映製作で東宝配給という提携関係であった。しかしわずか1年で東映と東宝の提携は終了した。東宝が東映を傘下に収めようとしたことで東映が反発したとされている。そして1950年の朝鮮戦争の勃発とともにGHQの方針が大きく転換して時代劇の製作が可能となり、やがて東映は自前の配給網を確保し拡大するために、二本立て興行を打ち立て、そこに東映娯楽版として中村錦之助や東千代之介をデビューさせて大人気となったことで一気に業界トップに躍り出ることになった。
それは時代劇を中心としたプログラムピクチャーによって、映画の中心が時代劇になった時代でもあった。

### 東映
東横映画は大映との提携を解消する頃に、当時大映に所属していて永田雅一社長と衝突していた片岡千恵蔵と市川右太衛門を引き抜き、やがて千恵蔵と右太衛門は東映となった後に取締役に就任した。全くスターがいなかった東横映画にとってはそれこそ観客を呼べる看板スターを持ったことになり、その後の東映においてスター中心のシステムを作るきっかけとなった。
戦後のそれまで千恵蔵は『多羅尾伴内』や『金田一耕助』などの現代劇シリーズに出演し、右太衛門は時代劇だが『お夏清十郎』『お艶殺し』などのいわゆる艶ものに出演していた。1950年に千恵蔵はいち早く従来の時代劇を復活させて渡辺邦男監督で初めて『いれずみ判官』の『桜花乱舞の巻』『落花対決の巻』を出し、翌1951年にはマキノ雅弘監督で『女賊と判官』を出した。右太衛門は松田定次・萩原遼監督で『旗本退屈男』の『旗本退屈男捕物控七人の花嫁』『旗本退屈男捕物控毒殺魔殿』を出し、それぞれが後の東映のドル箱シリーズとなった。1954年に二本立て興行に移り、毎週新作二本の製作体制になり、長編と東映娯楽版と言われる中編の連続物を組み合わせて、それに日舞出身の東千代之介、歌舞伎出身の中村錦之助をデビューさせて『笛吹童子』が大ヒットし、翌年には同じ歌舞伎から大川橋蔵がデビューした。
そして1956年（昭和31年）に松田定次監督『赤穂浪士』が大ヒットして、この年から業界トップに躍り出た東映は、マキノ雅弘監督が『次郎長三国志』『仇討崇禅寺馬場』、伊藤大輔監督が中村錦之助主演『反逆児』および『源氏九郎颯爽記 秘剣揚羽の蝶』、内田吐夢監督が片岡千恵蔵主演『血槍富士』および『大菩薩峠』三部作、そして中村錦之助主演『宮本武蔵』五部作、松田定次監督はオールスターで『忠臣蔵 櫻花の巻・菊花の巻』などが製作されて、時代劇スター中心のプログラムを組んで多数の時代劇映画を量産した。
東映は片岡千恵蔵、市川右太衛門の両者を重役にして、ベテランの月形龍之介、大友柳太朗、そして若手の中村錦之助（のち萬屋錦之介）、東千代之介、大川橋蔵らが育ち、きらびやかで豪快な東映時代劇を築いていく。片岡千恵蔵と市川右太衛門は御大と呼ばれ、千恵蔵が『いれずみ判官』(遠山の金さん)を、右太衛門が『旗本退屈男』といったそれぞれシリーズを持ち、月形龍之介は『水戸黄門』、大友柳太朗は『快傑黒頭巾』『丹下左膳』『右門捕物帖』、中村錦之助は『一心太助』『殿様弥次喜多』『宮本武蔵』、東千代之介は『鞍馬天狗』『雪之丞変化』、大川橋蔵は『若さま侍捕物手帖』『新吾十番勝負』の各シリーズを持ち、加えて正月には『忠臣蔵』や『任侠清水港』『任侠東海道』『任侠中仙道』、お盆には『旗本退屈男』（1958年）、『水戸黄門』（1960年）など歌舞伎の顔見世のようにオールスターキャストの時代劇を製作して、1950年代後半（昭和30年代前半）は東映時代劇の黄金期であった。時代劇王国を謳歌し、"東映城"の名をほしいままにした。この量産時代の東映にあって作品を作り続けた監督には伊藤大輔、マキノ雅弘、松田定次、内田吐夢以外には田坂具隆、佐々木康、沢島忠、加藤泰、河野寿一、工藤栄一、などがいた。

### 大映
戦争中の1942年（昭和17年）に当時の日活の製作部門と新興キネマと大都映画が合併して設立された大映は、戦後も溝口健二監督『雨月物語』『山椒大夫』を製作して、その後同じ溝口健二監督『近松物語』、衣笠貞之助監督『地獄門』で主演した戦前からの大スター長谷川一夫の『銭形平次捕物控』シリーズを中心にして時代劇を量産し、やがて若い市川雷蔵、勝新太郎が育って、雷蔵は『新・平家物語』から『大菩薩峠』三部作、そして『眠狂四郎』シリーズを自身の代表作とし、勝新は『座頭市』シリーズでその後長く日本映画界を牽引することとなった。東映時代劇の華やかさと優雅さに全く無縁で全く異質な『眠狂四郎』『座頭市』というダーティーなヒーローを二人が演じて独自の大映時代劇を築いていく。監督には最初の時期には黒澤明、伊藤大輔、渡辺邦男もいたが、溝口健二、衣笠貞之助、森一生、三隅研次、安田公義、田中徳三、池広一夫らがいた。

### 新東宝
戦後の東宝争議の後に設立した新東宝は、1950年3月から自主配給で大手会社となり、初期には佐伯清監督で嵐寛寿郎主演『中山安兵衛』、溝口健二監督『西鶴一代女』、伊藤大輔監督『下郎の首』、山田達雄監督で嵐寛寿郎主演『危し 伊達六十二万石』、渡辺邦男監督で美空ひばり主演『ひばり三役 競艶雪之丞変化』などの秀作があるが、後期に入って大蔵貢が社長に就任すると怪談ものを作り始めて、渡辺邦男監督『怨霊佐倉大騒動』、中川信夫監督『怪談累が淵』『東海道四谷怪談』などを製作し、1961年に経営不振から映画製作を中止した。
しかし新東宝から丹波哲郎、天知茂などがデビューして、新東宝倒産後に五社協定に拘束されずにテレビに移っていった。

### 日活
日活は1942年に製作部門が大映に吸収されて、戦後はずっと映画興行会社であったが1954年に製作部門を再開し、それと同時に時代劇で、鳴滝組であった滝沢英輔監督で新国劇の辰巳柳太郎主演『国定忠治』『地獄の剣豪 平手造酒』を製作し、また同じ滝沢英輔監督で島田正吾主演『六人の暗殺者』、三國連太郎主演『江戸一寸の虫』を出したが、その後石原裕次郎の人気沸騰で現代劇の活劇路線を中心としたプログラムピクチャーを組み、やがて時代劇は製作しなくなった。しかし1957年（昭和32年）に当時の自社のスターを総出演させた川島雄三監督『幕末太陽伝』という異色時代劇を製作している。

### 松竹
文藝路線の松竹は時代劇が少なく、大船での現代劇が主で京都の撮影所では思うようには時代劇の製作は出来なかった。1951年に創立30周年記念映画でオールスターキャストの『大江戸五人男』（伊藤大輔監督）を、また1953年に八代目松本幸四郎（後の松本白鸚）の井伊大老役で大作『花の生涯』（大曾根辰夫監督）を、1954年も同じ八代目松本幸四郎が大石内蔵助を演じた『忠臣蔵花の巻・雪の巻』（大曾根辰夫監督）を、そして3年後の1957年に再び大曾根辰夫監督で『大忠臣蔵』を製作したりしたが、シリーズものとしては唄う映画スターと呼ばれた高田浩吉主演の『伝七捕物帳』シリーズぐらいで、松竹が抱える歌舞伎俳優を中核に新劇やフリーの俳優で脇を固め、これに近衛十四郎と高田浩吉を絡めてそこへ新人の森美樹を次代の時代劇スターに育てる予定であった。しかし1960年から61年にかけて森美樹が事故死し、高田浩吉と近衛十四郎は東映に移籍し、また歌舞伎界の八代目松本幸四郎ら多数が東宝へ移籍する事態となり、この時期から急速に松竹時代劇は衰退していった。1962年には忠臣蔵を製作しようにもキャストが組めず旧作の『大忠臣蔵』を再編集した『仮名手本忠臣蔵』とその後日談の『義士始末記』を新国劇の島田正吾を起用して製作する始末であった。
この他に歌舞伎座製作で松竹が配給した山本薩夫監督『赤い陣羽織』、木下恵介監督『笛吹川』、『楢山節考』、今井正監督で三國連太郎主演『夜の鼓』、小林正樹監督で仲代逹矢主演『切腹』など異色作を出しているが、やがて京都では時代劇を撮らないことを決めて、1964年に篠田正浩監督で丹波哲郎主演『暗殺』を最後に1965年に京都太秦撮影所は閉鎖された。

### 東宝
戦後に新東宝や東映との提携関係が消滅して以後、宝塚映画や東京映画製作の作品を配給していた東宝は自前の製作体制を整えることに力を注ぎ、やがて1954年に特撮で『ゴジラ』がヒットした同じ年に黒澤明監督『七人の侍』、稲垣浩監督『宮本武蔵』もヒットしたことで成果があがった。
その後特撮と喜劇路線の東宝にとって時代劇に黒澤明監督がいて『蜘蛛巣城』『隠し砦の三悪人』を作り、やがて『用心棒』『椿三十郎』を製作した。この2つの映画で、東映時代劇のように様式美にこだわり、あくまでスター俳優を中心にカッコ良く決めるスタイルで、その美しさを前面に出す殺陣とは違って、黒澤明はリアルで迫力のある、そして残酷な描写を厭わない斬り合いを表現して話題となった。しかし黒澤明は1965年の『赤ひげ』を最後に東宝を去った。鳴滝組であった稲垣弘は1950年に東宝に加わり、『佐々木小次郎』三部作、そして三船敏郎主演『宮本武蔵』三部作を作り、後に『柳生武芸帳』『大坂城物語』そして1962年に東宝創立30周年記念映画として『忠臣蔵 花の巻 雪の巻』を撮っている。なお戦後の初期には後に東映に移ったマキノ雅弘監督が『次郎長三国志』全九部作を製作している。

### 東映時代劇の衰退
1962年の正月映画で東宝『椿三十郎』が東映『東海道のつむじ風』を圧倒して、東映の華麗な様式美の世界から時代劇は生々しい迫力の世界へと変わっていった。そのリアルな殺陣が、東映時代劇の華やかさと所作の優雅さとが次第に観客に飽きられていき、またこの直前に「第二東映」の出現で多数の時代劇を粗製乱造したことも加えて、東映時代劇の衰退を招くこととなった。
これ以降東映は時代劇の不振に悩まされて、その後に集団抗争時代劇として『十七人の忍者』『十三人の刺客』『大殺陣』などを製作したが時代劇の退潮を食い止められず、やがて任侠路線に転換してヤクザ映画が主流を占め、東映の本来の時代劇は消えて、セクシー路線の時代劇へ移っていった。任侠路線転換を実施した岡田茂東映企画本部長は、『日刊スポーツ』1969年1月16日付けの取材に対して「時代劇の客はテレビに吸い取られた」と断言し、「お客の減ったものに大金をかけることは出来ない」と、東映で正統時代劇を作らなくなった理由を明言した。また「私は、時代劇は、必ず映画館にお客をこさせうる素材だと思う。但し、映画館用の時代劇は、テレビでは出来ないもの、つまり"不良性感度"の高いものでないとお客は呼び込めないと思う」等と話した。従来、映画の時代劇のヒーローは"きれいで腕が立って女にもてて"という男性だったが、そっくりブラウン管に取られた。岡田は先を見越してこのとき、時代劇は全てテレビに移していた。

### 独立系の頑張りとテレビ局の進出
こうした風潮に対して「大型時代劇こそ日本映画復興のエネルギーだ」と意気上がったのが独立プロ・三船プロダクションを主宰する三船敏郎と勝プロダクションを主宰する勝新太郎で、三船プロの自主作品として、1960年代後半の『侍』以降、『上意討ち 拝領妻始末』『風林火山』と、2年ペースで時代劇映画を作り、特に1969年3月1日封切りの『風林火山』は大当たりを取った。日本映画界にはそれまで「ヨロイものは当たらない」というジンクスがあったが、それは吹き飛ばされ、映画関係者からは「洋画のアクションものに対抗出来るのは、やっぱり"時代劇"」などという声も飛び起こった。勝新太郎は「"座頭市"の大型化を狙う」と表明した。また大手映画会社に頼らず製作した『祇園祭』も1968年11月に封切られ大ヒットした。『日刊スポーツ』1969年1月16日付けの記事で興味深いのが、フジテレビが劇場用映画第一作として『御用金』の製作を伝えていることである。フジは第2作として『人斬り』も製作しヒットはしたが、劇場を持たないテレビ局や独立プロは、よっぽど大当たりを取らないと儲からないと判断し、映画製作から撤退した。1980年代に入り、鹿内春雄体制になって、再び映画製作を活発化させ、日本映画の歴史を塗り替えたが、時代劇映画はほとんど作らなかった。

## 時代劇映画の激減
1955年（昭和30年）には当時の大手映画会社6社で年間174本の時代劇が製作され、1960年（昭和35年）で合計168本の製作本数を数えたが、わずか2年後の1962年（昭和37年）には77本に半減し、中村錦之助が東映を退社した1966年（昭和41年）の翌年には15本となり、1973年以降は年間5本程度を製作する状況となった。時代劇の軸は映画界からテレビに移行、この時期からテレビ時代劇が急増する。
映画の世界では、時代劇王国と言われた東映が1964年頃から任侠路線に切り替えて1966年（昭和41年）で時代劇を打ち切り、時代劇の中心は大映に移った。しかし勝新太郎との二枚看板で『眠狂四郎』シリーズをヒットさせた市川雷蔵が1969年（昭和44年）に若くして死去して、急速に精彩を失った大映も1971年（昭和46年）に倒産してしまった。その後は1970年代に入って勝プロが製作した若山富三郎主演の『子連れ狼』シリーズがヒットして、松竹が高橋英樹主演で『宮本武蔵』さらにオールスターキャストで『狼よ落日を斬れ』『雲霧仁左衛門』『闇の狩人』を出し、東映が1978年（昭和53年）に12年ぶりに時代劇を復活させて『柳生一族の陰謀』が大ヒットして以後『赤穂城断絶』『真田幸村の謀略』『徳川一族の崩壊』『影の軍団服部半蔵』を出し、1980年代に入ると『魔界転生』『里見八犬伝』を角川春樹と提携して深作欣二監督で製作している。しかし、その後は特に話題となるような時代劇はなく、もはや映画のジャンルとしては過去のものになりつつある。時代劇映画は50年近く長期低迷であり、そして時代劇の主な舞台はすでにテレビに変わり、これ以降、テレビが時代劇を産業として支えていった。

## テレビ時代劇

### 1950年代から1970年代
1953年（昭和28年）2月、NHKテレビが開局してTV放送スタートと同時にテレビ時代劇の歴史も始まった。ただし当時はテレビカメラによる30分のスタジオドラマで生放送であり、同年7月に放送された笈川武夫主演『半七捕物帳』がテレビ初の時代劇であり、翌年1954年6月に日本テレビが放送した『エノケンの水戸黄門漫遊記』が民放初の時代劇とされている。また初期には子ども向け時代劇として夕方に『赤胴鈴之助』『猿飛佐助』『孫悟空』などの番組が放送された。
テレビ創成期の最初の時代劇スターは中村竹弥で最初の『江戸の影法師』（1955年）で認められて当時のラジオ東京テレビ（現在のTBS）と専属契約を結び、『半七捕物帳』（1956年）、『右門捕物帳』（1957年）、『又四郎行状記』（1958年）、そして『旗本退屈男』（1959年）から『新選組始末記』などに出演した。この他に大人にも楽しめる時代劇として『鞍馬天狗』『快傑黒頭巾』『丹下左膳』『銭形平次捕物控』『眠狂四郎』『鳴門秘帖』『新吾十番勝負』などが放送された。
また民放テレビ局の開局と同時にそのテレビ局に資本参加している映画会社が独自に製作した時代劇を放映している。代表作が『風小僧』『白馬童子』『源義経』『若さま侍捕物帳』である。そして国産テレビ映画が増加した1962年秋から4年前に『月光仮面』をヒットさせた宣弘社が、同じ船床定男監督で主演も同じ大瀬康一で『隠密剣士』が放映を開始してヒットした。この番組で初めて忍者の世界を描き、その忍者の殺陣は以後の時代劇作品の忍者の描写の元になっている。
そして1963年4月から、NHKが現在まで続く長寿時代劇シリーズとなる大河ドラマの放送を開始した。その第1作『花の生涯』は井伊大老役に歌舞伎界から尾上松緑、長野主膳役に映画界から佐田啓二（中井貴一の父）を起用し、2作目の『赤穂浪士』には映画界から長谷川一夫、民芸から滝沢修、宇野重吉、歌舞伎界から尾上梅幸など当時豪華な顔ぶれが揃い、テレビ時代劇の1つのエポックとなった。3作目は『太閤記』で新国劇から緒形拳が主演、文学座から高橋幸治、俳優座から佐藤慶など若い人材が出演して、4作目が『源義経』で歌舞伎界から尾上菊之助（現尾上菊五郎）が主演。毎年1作ずつ膨大な時代劇が制作されている。
その後も映画の世界では時代劇が衰退していく中で、テレビ界では各局とも時代劇を制作して、『三匹の侍』『新選組血風録』『素浪人月影兵庫』『銭形平次』『水戸黄門』『大岡越前』『遠山の金さん』『木枯らし紋次郎』『必殺仕掛人』『必殺仕置人』『必殺仕事人』『子連れ狼』『影の軍団』『鬼平犯科帳』などのシリーズを生んだ。
時代劇制作を映画からテレビに移した先鞭をつけたのは、やはり東映である。もともとテレビ局の開局時から子ども向けテレビ映画を製作して他社に比べてテレビに対して積極的であった東映は、映画での時代劇衰退で早くに見切り、1964年（昭和39年）に東映京都テレビプロダクションを設立すると時代劇のスタッフを移してそこから数々のヒット作を生み出すこととなった。そしてかつての銀幕スターがテレビ時代劇に主演し、大川橋蔵『銭形平次』、片岡千恵蔵『軍兵衛目安箱』、市川右太衛門『旗本退屈男』、萬屋錦之介『子連れ狼』など番組が並び1970年代半ばのゴールデンタイムの人気ジャンルであった。また、三船敏郎『荒野の素浪人』、勝新太郎『座頭市物語』のように銀幕スターが独立プロダクションを設立して制作に携わったり、『大江戸捜査網』のようにテレビ時代劇制作のノウハウに乏しかった日活が制作に携わったりした。
そして東映時代劇で育った松方弘樹は1965年にNHK時代劇『人形佐七捕物帳』でテレビに出演し、北大路欣也は1968年に大河ドラマ『竜馬がゆく』で主役に抜擢され、里見浩太朗は1971年に『水戸黄門』で助さん役を演じてから時代劇スターの座を確保し、1973年からは竹脇無我や西郷輝彦や里見浩太朗などが主演のTBSナショナル劇場の『江戸を斬る』が始まった。
また日活の現代劇で育った高橋英樹は大河ドラマ『竜馬がゆく』からテレビ時代劇で頭角を現わし、1967年のNHK時代劇『文五捕物絵図』で時代劇にデビューした杉良太郎、1978年にテレビ朝日『暴れん坊将軍』から人気俳優となった松平健などテレビから時代劇スターが生まれていった。

### 1980年代から1990年代
1980年代に入ると、トレンディドラマが出現。当時テレビの主たるターゲットであった若者層の視聴率が時代劇では取りにくいこと、時代考証や資料引用に関する許諾および大道具・小道具等の制作や調達並びに化粧・鬘・衣装等に製作費用や手間がかかること、都市化が進み国内では自然のままのロケ地の確保が難しくなってきたこと、製作関係者の後継者不足や人材育成の不足、勧善懲悪の作風が多くマンネリ化し、視聴者に受け入れられなくなったなどの理由により、テレビ向けに製作・放映されることが大幅に減少した。
若者向け文化を重視する風潮が時代劇にも及び、若手俳優を起用した時代劇を製作したが軒並み視聴率が不振で、やがて時代劇の不人気が浮き彫りとなり、テレビ局は時代劇番組を減らしていった。そして長期シリーズであった『影の軍団』や『必殺』シリーズの放送終了によって、テレビの世界でも時代劇の退潮が言われるようになったものの、1980年代後半になると、日本テレビが大晦日に紅白歌合戦に対抗して制作した1985年（昭和60年）の『忠臣蔵』、翌1986年（昭和61年）の『白虎隊』が高視聴率を上げ、1987年（昭和62年）にNHK大河ドラマ『独眼竜政宗』が高視聴率を記録し、1989年（平成元年）にはフジテレビの『女ねずみ小僧』『鬼平犯科帳』が始まり、そしてテレビ東京の新春ワイド時代劇が1981年以来続いていて、1991年の1月2日のゴールデンタイムには4番組が並んで、時代劇復活の雰囲気となり、1986年の日光を皮切りに4ヶ所に開設の時代村のように時代劇制作ノウハウが取り入れられたテーマパークも建設された。
しかしバブル崩壊を迎え、1990年代後半になると、再び状況は一変して1996年（平成8年）以降に少しずつレギュラー枠が減らされていった。

## 21世紀以降の状況
新作テレビ時代劇の制作は減少傾向が続き（現状については#主なテレビ時代劇放送枠の各項目などを参照）、2011年12月19日、長らく月曜夜8時の時代劇として親しまれてきた『水戸黄門』（TBS系）が最終回スペシャルを迎え、42年の歴史に幕を閉じ、勧善懲悪ものが刑事ドラマなどの現代劇へ移っていくという象徴的な出来事があった。時代劇存亡の危機が囁かれる中、デジタル放送の普及が本格化した2010年代からは、地上波よりもシニア層の視聴者が多いとされるBSデジタル・CS放送などで時代劇の放送が増加。既存作品の再放送が多いものの、後述するように新作の放送数も増えている。
地上波民放では、翌年（2012年）3月にテレビ東京で深夜帯に1クール放送された『逃亡者おりん2』が終了すると、2012年10月にTBS系の『金曜ドラマ・大奥〜誕生［有功・家光篇］』が放送されるまでの半年間、新作テレビ時代劇のレギュラー放送が途絶えた。2014年には、フジテレビが開局55周年プロジェクトの一つとして、月9枠で（国内を舞台とするものでは）初の時代劇作品『信長協奏曲』を放送し、2016年には映画化された（が、外国を舞台とした国産時代劇としては
西遊記 (2006年のテレビドラマ)が最初となる）。地上波民放でレギュラー放送された新作テレビ時代劇は2018年現在、2016年10-12月にテレビ東京が金曜日20時枠に『石川五右衛門』を、2024年4-9月にテレビ朝日が深夜に『君とゆきて咲く〜新選組青春録〜』放送したのが最後である。また、2010年代中盤以降はHuluやNetflixに代表される動画ストリーミングサービスが多数登場しているが、過去作品の配信は少なく、サイトオリジナルの時代劇は現時点で制作されていない。
一方、衛星放送では、1997年に、東映の岡田茂とC.A.Lの加地隆雄を中心に「時代劇コンテンツ推進協議会」が立ち上がり、時代劇専門チャンネルでの放送などで時代劇の維持と再発展を目指してきたCS放送では、スカパー!で日本映画衛星放送（現・日本映画放送）と共同で、2011年の正月にCS初の完全新作時代劇・『鬼平外伝 夜兎の角右衛門』を放送、これが好評を博したことにより、2012年2月には企画第2弾となる『鬼平外伝 熊五郎の顔』を放映した。以降も年に1～2作ペースで新作を制作・放送している。
BSデジタル放送では当初NHKでの新作放送が中心だったが、2015年中盤以降、WOWOWを除くBS民放でも単発やレギュラー放送の新作時代劇が制作・放送されており、前述の水戸黄門も2017年にBS-TBSでキャスティングを改めた新シリーズが放送された。
また、21世紀以降、往年には及ぶべくもないが時代劇映画の製作・公開が微増傾向にあり、新作時代劇はテレビから映画へと再びシフトしつつある。黒澤明監督の時代劇や座頭市といった往年の名作のリメイク・再映画化も多く行われている。山田洋次監督による藤沢周平小説を原作とする時代劇3部作は1作目『たそがれ清兵衛』(2002)が日本国内の映画賞を総なめにし、3作目の『武士の一分』(2006)は興行収入41.1億円と大ヒットを記録する等話題を呼んだ。2010年には映画会社5社による共同企画“サムライ・シネマ キャンペーン”が行われ、同年同時期に公開される5作品（『十三人の刺客』『桜田門外ノ変』『雷桜』『武士の家計簿』『最後の忠臣蔵』）が連携してプロモーションキャンペーンを実施した。2010年以降の時代劇映画のヒット作の傾向としては『のぼうの城』『清須会議』『超高速!参勤交代』『殿、利息でござる!』など、ユーモアあふれる軽い内容で現代の観客にも親近感を与える作りであり、これまでの時代劇のように殺陣が見どころとならない作品も多くなっている。
製作関係者からは日本独自の映像文化や技術が途絶えるとの危機感や現場における製作技術の維持継承の観点から、東映京都撮影所の契約社員組合などで作られた「時代劇復興委員会」が立ち上げられ、有名ではない時代劇俳優（いわゆる大部屋俳優）たちは太秦映画村で殺陣アトラクションを行ったりするなど、様々な方法で時代劇生存の道を探っている。『太秦ライムライト』(2012)や『時代劇は死なず ちゃんばら美学考』(2015)といった時代劇に関わってきた人たちを記録する劇映画やドキュメンタリーも製作されている。
2020年代から、グリーンバックステージで人物を撮影しリアルタイムで人物とCG背景・美術をVFX合成する「バーチャルプロダクション」技術が発達しているが、東映太秦・松竹京都が京都府の支援で、時代劇のバーチャルプロダクション化の研究を始めている。歴史建造物や風景を3Dデータ化してVFX撮影に生かすことで建物の経年劣化消滅や撮影プロセスの問題を克服するための試みとなっている。

### 広義の時代劇
本稿ではもっぱら伝統的な実写時代劇を扱っているが、日本では古くから時代劇アニメや時代劇漫画も多数制作されている。近年の漫画雑誌では『鬼平犯科帳』『仕掛人 藤枝梅安』の漫画版を看板とした時代劇漫画専門誌（『コミック乱』・『コミック乱ツインズ』）がリイド社の軸となるなど2000年代に入ってからは安定した人気を保っている。日本映画の最高興行収入記録を更新したアニメ映画『もののけ姫』(1997)や『劇場版 鬼滅の刃 無限列車編』(2020)も時代劇と見なすことができる作品であり、幕末から明治初期を描いた『るろうに剣心』は漫画・アニメ版・実写版のいずれも大ヒットシリーズとなっている。若年層への訴求力が期待でき、映像表現やロケ地等の制約がなく、考証もさほど重視されないとあって、21世紀はアニメや漫画による時代劇の制作が盛んとも言えるが、これまでロボットアニメやなろう系ファンタジーのように成功した作品に追従する作品がたくさん生まれる時代劇ブームがアニメで起きたことは一度もない。作り手からは、自国の歴史となると時代考証に責任感が出てしまうことが指摘される。また、若年層にとっての「パターン化された異世界」が江戸時代ではなくゲーム的な世界になっていることも指摘される。

## その他

### 時代考証
時代考証については、多くの時代劇作品で専門のスタッフが配置されるものの、年を経る毎に様々な事情から省略されたり、本来のものと異なる部分が増えており、それは文学的要素の色濃い作品であっても例外ではない。
1960年代までは相当する役柄にお歯黒や引眉を行う場合が多かったが、すでに明治時代に廃れた遠い過去の習慣であり、また、お歯黒、引眉が不気味と思われる、等、現代人に受け入れられにくいことから、現在ではお歯黒、引眉に該当する役柄でもお歯黒、引眉をすることは一部の役を除きないといって良い。また、本来ならふんどしであるべき男性の下着が猿股になったり、元禄年間の物語なのに服装や髪型が幕末仕様だったりするなど、雑な部分も多い。その一方で、女性の日本髪の鬘は以前は全鬘が一般的だったがハイビジョン収録の一般化に伴い生え際が自然に見える部分鬘を使うようになった。また代官・目明し・同心・小者などの端役の服飾や、屋台・建築物などの部分については、撮影現場で使い回しがなされたりセット・道具類にまつわる事情から厳密な考証が省略されているものが多い。
人物像においては、伊達政宗の刀鍔型の眼帯は時代劇による創作であるが、眼帯が無いと「誰だか分からない」として白い包帯などの妥協案を採用する例もある。
日本刀の打刀では斬撃、抜刀、納刀など元来ほとんど音がしないため、当初のそれは無音であったものが、1960年代に『用心棒』と『三匹の侍』の登場により徐々に様々な効果音が入れられるようになった。時代劇で多用される人が斬られる際の音は、東宝で音響効果を務めた三縄一郎が黒澤明からの要望を受けて制作したもので、丸鶏に割り箸を刺した音を用いている。
馬については、実際には江戸期以前の日本では皆無に等しかったはずのサラブレッドやクォーターホースなど西洋で品種改良がなされた体高160cm以上の現代日本で主流の乗用馬で代用されている。時代考証を厳密に行うならば体高（肩までの高さ）130-135cm程度の日本在来馬を使用するべきところであるが、大型化した現代の日本人俳優の体格に日本在来馬では釣り合いが取れず映像的な見栄えに劣ること、そして、乗用馬に比べ頭数が少なくまとまった数を確保することが困難を極めることなどが要因となっている。時代考証の厳格さで定評のある黒沢明監督でさえ、馬に関しては西洋馬を用いている。
陶器・漆器類を始めとする日用品や調度品も、当時の実物やかつての技法のまま現代の職人が創りだした工芸品的な物を使うことや、その撮影のために当時の技法で現在に必要量だけ製造することは予算面などから難しいことが多く、江戸時代のそれに近い表現技法を再現した現代の製品などを限られた時間と予算の中で探してきて代用した結果として、技巧・表現・流行などの面において時代設定と合わないことが多々起きている。

### テレビ時代劇におけるフィルム撮影
テレビ用時代劇は他のテレビ番組が急速にビデオ撮影による収録に切り替わっていく中、1990年代後半までは映画用フィルムによる撮影を主流とし、「ドラマ」というよりは「映画」的なコンテンツとして特異な地位を確立していた。これは時代劇と刑事ドラマと特撮ヒーロー番組に言える特徴であった。当時時代劇ドラマにおいては、ビデオ映像にあえて映画フィルム風の映像補正をかけることが良く行われていた。これはVTR撮影が常識となった時代においても、フィルム画像ならではの“味”を愛好する人が製作者にも視聴者にも多いためであるといわれているが、これは役者のカツラと素肌の境目がくっきりと見えたり、室内のセットが明瞭すぎて現実感が乏しくなることを避けるためとされている。また、下級武士や農民の生活などその時代の雰囲気を出すために最近でもハイビジョン映像で撮影したものをあえて画像を落として放送する場合がある。
フィルム撮影はVTR撮影よりも多額の費用が発生することから1990年代以降減ってきたが、フジテレビは1998年以降のフィルム作品において「スーパー16」規格で撮影している。スタンダードサイズの画角ではなくビスタサイズの画角で撮影し、劇場公開やHDTV放送などの「ワンソフト・マルチユース」に対応することで長期的な費用回収を可能にし、フィルム撮影の存続の可能性を確保している。

## 時代劇の分類

### メディアによる分類
- 演劇 - 歌舞伎、剣劇、女剣劇
- 時代劇映画 - Category:時代劇映画
- テレビ時代劇 - Category:テレビ時代劇

### 内容・定型による分類
- 剣劇[注釈 92]（チャンバラ時代劇） 
  - 剣術および武士道
    - 「宮本武蔵」「佐々木小次郎」「柳生十兵衛」「荒木又右衛門」「新吾十番勝負」「侍ニッポン」「隠し砦の三悪人」「武士の一分」「隠し剣 鬼の爪」「山桜」など

  - 剣客
    - 「月形半平太」「大菩薩峠」「塚原卜伝」「平手造酒」「剣客商売」「國士無双」「秘剣」「斬る」「薄桜記」など

  - 忠義
    - 「下郎の首」「切腹」「十三人の刺客」「上意討ち 拝領妻始末」「蟬しぐれ」「たそがれ清兵衛」「風の果て」「武士の家計簿」など

  - 任侠
    - 「清水次郎長」「次郎長三国志」「国定忠治」「忠次旅日記」「天保水滸伝」「任侠清水港」「任侠東海道」「任侠中仙道」「沓掛時次郎」「新門辰五郎」「大前田英五郎」「関の弥太っぺ」「木枯らし紋次郎」など

  - 股旅
    - 「水戸黄門」「弥次㐂夛道中記」「磯の源太 抱寝の長脇差」「一本刀土俵入り」「瞼の母」「番場の忠太郎」「股旅」「股旅三人やくざ」[注釈 93]など

  - 捕物帖、同心、岡っ引、目明し、十手
    - 「銭形平次捕物控」「半七捕物帳」「人形佐七捕物帳」「伝七捕物帳」「弐十手物語」「文五捕物絵図」「神谷玄次郎捕物控」「影同心」「そば屋梅吉捕物帳」「茂七の事件簿 ふしぎ草紙」「御宿かわせみ」など

  - 奉行
    - 「鬼平犯科帳」「大岡越前」「遠山の金さん」「右門捕物帖」「若さま侍捕物手帖」「どら平太」など

  - 義賊
    - 「鞍馬天狗」「快傑黒頭巾」「紫頭巾」「鼠小僧次郎吉」「御誂次郎吉格子」など

  - 隠密
    - 「薩摩飛脚」「影狩り」「柳生一族の陰謀」「大江戸捜査網」「隠密剣士」[注釈 94]など

  - 浪人
    - 「丹下左膳」「雄呂血」「浪人街」「盤嶽の一生」「七人の侍」「用心棒」「椿三十郎」「三匹の侍」「御用金」「素浪人月影兵庫」「人斬り」「腕におぼえあり」「陽炎の辻〜居眠り磐音 江戸双紙〜」など

  - 将軍
    - 「暴れん坊将軍」「八代将軍吉宗」「葵 徳川三代」「将軍家光の乱心 激突」など

  - 忍者[注釈 95]
    - 「豪傑児雷也」[注釈 96]「忍びの者」「柳生武芸帳」「忍者狩り」「影の軍団服部半蔵」「無宿侍」「風神の門」「十七人の忍者」など

  - アウトロー
    - 「不知火検校」[注釈 97]「眠狂四郎」「座頭市」「雲霧仁左衛門」「子連れ狼」「必殺仕掛人」「必殺仕置人」「必殺仕事人」など

  - 僧侶
    - 「親鸞」「日蓮」「空海」など

  - 仇討ち・決闘
    - 「曽我兄弟 富士の夜襲」「決闘鍵屋の辻」「血煙高田の馬場」「仇討」「仇討崇禅寺馬場」「赤穂浪士」など

- 歴史もの
  - 歴史上の人物
    - 源義経「源九郎義経」、弁慶「武蔵坊弁慶」、織田信長「風雲児織田信長」、豊臣秀吉「太閤記」、徳川家康「徳川家康」、伊達政宗「独眼竜政宗」、武田信玄「風林火山」、武田信虎「信虎」、上杉謙信「天と地と」、千利休「千利休本覺坊遺文」、中山安兵衛「堀部安兵衛」、井伊直弼「花の生涯 彦根篇 江戸篇」、近藤勇「新選組血風録 近藤勇」など

  - 蒙古襲来
    - 「かくて神風は吹く」「日蓮と蒙古大襲来」「北条時宗」

  - 戦国乱世
    - 「影武者」「乱」「国盗り物語」「反逆児」「敵は本能寺にあり」「清須会議」「真田太平記」「笛吹川」「関ヶ原」「のぼうの城」など

  - 伊達騒動
    - 「伊達騒動」「危うし伊達六十二万石」「樅ノ木は残った」「赤西蠣太」など

  - 赤穂事件
    - 「忠臣蔵」「実録忠臣蔵(日活・牧野)」「忠魂義烈 実録忠臣蔵（マキノ）」「元禄快挙 大忠臣蔵 天変の巻・地動の巻（日活）」「忠臣蔵 赤穂京の巻・江戸の巻（松竹）」「忠臣蔵 刃傷篇 復讐篇（日活）」「忠臣蔵 天の巻 地の巻（日活）」「元禄忠臣蔵（松竹）」「赤穂城（東映）」[注釈 98]「赤穂義士（大映・東映）」[注釈 99]「忠臣蔵 花の巻・雪の巻（松竹）」[注釈 100]「赤穂浪士 天の巻 地の巻（東映）」「大忠臣蔵（松竹）」「忠臣蔵（大映）」「忠臣蔵 櫻花の巻・菊花の巻（東映）」 「赤穂浪士（東映）」「仮名手本忠臣蔵（松竹）」[注釈 101]「義士始末記（松竹）」[注釈 102]「忠臣蔵 花の巻・雪の巻（東宝）」「赤穂城断絶（東映）」「四十七人の刺客（東宝）」「忠臣蔵外伝 四谷怪談（松竹）」「最後の忠臣蔵」「峠の群像」「元禄太平記」「元禄繚乱」「堀田隼人」など

  - 桜田門外の変
    - 「侍ニッポン」「侍」「花の生涯」「花の生涯 井伊大老と桜田門」「柘榴坂の仇討」「桜田門外ノ変」など

  - 新選組
    - 「新選組」「維新の京洛 竜の巻 虎の巻」「新選組始末記」「新選組血風録」「壮烈新選組 幕末の動乱」「幕末残酷物語」「祇園の暗殺者」「壬生義士伝」「壬生の恋歌」「燃えよ剣」「幕末純情伝」「御法度」など

  - 幕末
    - 「建国史 尊王攘夷」「江戸最後の日」「最後の攘夷党」「六人の暗殺者」「江戸一寸の虫」「人斬り」「竜馬がゆく」「武士の家計簿」「竜馬を斬った男」「白虎隊」など
- 文芸もの：小説などの文学作品を脚色したもの。
  - 江戸時代の文学
    - 「西鶴一代女」「近松物語」[注釈 103]「好色一代男」「女殺油地獄」「夜の鼓」[注釈 104]「浪速の恋の物語」[注釈 105]「心中天網島」[注釈 106]

  - 江戸庶民もの
    - 「一心太助」「雪之丞変化」「人情紙風船」「赤ひげ」「破れ傘刀舟悪人狩り」「天下御免」など

  - 明治以降の文学
    - 芥川龍之介「羅生門」[注釈 107]、森鴎外「阿部一族」、吉川英治「新・平家物語」「宮本武蔵」「鳴門秘帖」、海音寺潮五郎「天と地と」、中里介山「大菩薩峠」、舟橋聖一「花の生涯」、大仏次郎「赤穂浪士」、司馬遼太郎「竜馬がゆく」「国盗り物語」、山本周五郎「樅ノ木は残った」「赤ひげ」、木下順二「赤い陣羽織」など

  - 戦国および江戸時代以外を舞台とするもの
    - 「祇園祭」「花の乱」「太平記」「源義経」「羅生門」「源氏物語」「源氏物語 千年の謎」「雨月物語」「山椒大夫」「楢山節考」「大佛開眼」「聖徳太子」「大化改新」「卑弥呼」「日本誕生」など
- 女性を主役としたもの
  - 女性の生き方
    - 「徳川の夫人たち」「三姉妹」「女人平家」「女たちの忠臣蔵」「功名が辻」「花のあと」など

  - 市井もの
    - 「八百屋お七」「五瓣の椿」「浮世絵 女ねずみ小僧」「旅がらすくれないお仙」など

  - 姫もの
    - 「千姫御殿」「琴姫七変化」「照姫七変化」「あんみつ姫」など

  - 大奥もの
    - 「大奥」「絵島生島」「篤姫」など
- その他
  - コメディ
    - 「エノケンの近藤勇」「エンタツ・アチャコの忍術道中記」「珍説忠臣蔵」[注釈 108]「鳳城の花嫁」[注釈 109]「幕末太陽伝」「びっくり捕物帖」[注釈 110]「とんま天狗」「てなもんや三度笠」「コメディーお江戸でござる」「志村けんのバカ殿様」など

  - 時代劇ミュージカル
    - 「大江戸出世小唄」「鴛鴦歌合戦」「大当り狸御殿」「オペレッタ狸御殿」「ひばり捕物帖かんざし小判」「ひばりチエミの弥次喜多道中」など。

  - SF・ファンタジー・伝奇ロマン
    - 「渋川伴五郎」[注釈 111]「恋や恋なすな恋」[注釈 112]「風の武士」[注釈 113]「大江山酒天童子」「大魔神」」「里見八犬伝」「魔界転生」「戦国自衛隊」など

  - ホラー
    - 「牡丹燈籠」「番町皿屋敷」「東海道四谷怪談」「怪談」「鬼婆」「藪の中の黒猫」など

  - セクシー時代劇
    - 「大奥㊙物語」「徳川女系図」「徳川女刑罰史」「吉原炎上」など

  - 子供向けのヒーロー
    - 「鞍馬天狗」「赤胴鈴之助」「矢車剣之助」[注釈 114]「白馬童子」「隠密剣士」「白馬の剣士」など

  - 特撮・漫画の実写時代劇
    - 「子連れ狼」「仮面の忍者赤影」など

  - 変身もの
    - 「快傑ライオン丸」「変身忍者 嵐」など

  - ハイパー時代劇[注釈 115]
    - 「五条霊戦記」「ZIPANG」「妻は、くノ一」など

  - アメリカ製作の時代劇
    - 「黒船」「将軍 SHŌGUN」「武士道ブレード」「兜 KABUTO」「ラストサムライ」「SHOGUN 将軍」

### 監督や時代による分類
- マキノ時代劇：初期には尾上松之助を主人公に歌舞伎調の殺陣を中心にケレン味を加えた松之助独特の立ち回りが特色の時代劇であったが荒唐無稽な子ども向けの内容とされた。やがて尾上松之助と袂を分かち、新国劇の澤田正二郎の影響を受けて「実録忠臣蔵」のように写実的な立ち回りを描いた。
- 明朗時代劇：千恵蔵プロの作品からそれまでの陰惨で暗いイメージを払拭するために、ユーモラスな明るいストーリーとして、後の鳴滝組にも影響を与えた。荒唐無稽さを売り物にしたナンセンス時代劇もこの範疇に入る。
- 東映時代劇：昭和戦後を一世風靡した東映の時代劇群。明るさと煌びやかさを持ち、徹底したスター主演の映画作りであった。
- 大映時代劇：初期は剣劇だけでなく文芸作品や江戸時代以外を舞台とするものも多い。お歯黒、引眉、等、時代考証を重視した。しかし後期には「眠狂四郎」「座頭市」などのアウトロー主体の時代劇が中心となった。
- 黒澤時代劇：黒澤明監督の作品群。リアルな殺陣とヒューマニズム溢れる物語が特徴。

## スタッフ

### 映画監督
| - マキノ省三 - 吉野二郎 - 小林弥六 - 高橋寿康 - 辻吉朗 - 重宗務 - 金森万象 - 二川文太郎 - 野村芳亭 - 伊藤大輔 - 沼田紅緑 - 井上金太郎 - 伊丹万作 - 山中貞雄 - 丸根賛太郎 - 仁科熊彦 - マキノ雅弘 - 松田定次 - 今井正 - 佐伯清 | - 衣笠貞之助 - 滝沢英輔 - 稲垣浩 - 鈴木桃作 - 大曾根辰夫 - 曾根純三 - 並木鏡太郎 - 後藤岱山 - 池田富保 - 黒澤明 - 溝口健二 - 三隅研次 - 森一生 - 安達伸生 - 池広一夫 - 田中徳三 - 中川信夫 - 萩原遼 - 山田達雄 - 渡辺邦男 | - 田坂具隆 - 加藤泰 - 篠田正浩 - 市川崑 - 内田吐夢 - 岡本喜八 - 山下耕作 - 石井輝男 - 河野寿一 - 佐々木康 - 沢島忠 - 深作欣二 - 工藤栄一 - 安田公義 - 鈴木則文 - 五社英雄 - 長谷川安人 - 中島貞夫 - 黒木和雄 |

### テレビ・プロデューサー(製作)
| - 合川明 - 「花の生涯」「赤穂浪士」「源義経」(NHK) - 遠藤利男 - 「国盗り物語」(NHK) - 近藤晋 - 「黄金の日々」「獅子の時代」(NHK) - 村上慧-「武田信玄」「武蔵坊弁慶」「女殺油地獄」「御宿かわせみ」(NHK) - 古賀龍二 - 「新・平家物語」「元禄太平記」(NHK) - 澁谷康生 - 「徳川家康」「春日局」(NHK) - 松本常保 - 「矢車剣之助」「天馬天平」「琴姫七変化」(日本テレビ) - 西村俊一 - 「隠密剣士」「水戸黄門」「大岡越前」(TBS) - 逸見稔- 「水戸黄門」「大岡越前」「江戸を斬る」(TBS) - 岡本愛彦-「剣」「お庭番」(日本テレビ)「浮世絵女ねずみ小僧」(フジテレビ) - 上月信二 - 「素浪人月影兵庫」「新選組血風録」(NET) | - 市川久夫 -「鬼平犯科帳」「剣客商売」「江戸の旋風」(フジテレビ) - 大垣三郎 - 「徳川家康」※市川右太衛門主演(NET) - 橋本信也 - 「真田幸村」※中村錦之助主演(TBS) - 高橋久仁男 - 「銭形平次」※大川橋蔵主演(フジテレビ) - 山内久司-「助左衛門四代記」「必殺」シリーズ(朝日放送) - 元村武 - 「大江戸捜査網」(東京12チャンネル) - 加藤教夫 - 「子連れ狼」「桃太郎侍」(日本テレビ) - 野崎元晴 - 「伝七捕物帳」(日本テレビ) - 角谷優 - 「座頭市物語」(フジテレビ) - 中本逸郎 -「江戸の旋風」(フジテレビ) - 加藤哲夫 -「大奥」(関西テレビ) |

### テレビ・ディレクター(演出)
| - 永山弘 - 「半七捕物帳」※笈川武夫主演、初のテレビ時代劇(NHK) - 河野和平 - 「エノケンの水戸黄門漫遊記」※民放初の時代劇(日本テレビ)「浮浪雲」(NET) - 宮本裕 - 「鞍馬天狗」※市川高麗蔵主演(ラジオ東京テレビ) - 石川甫 - 「江戸の影法師」「又四郎行状記」※中村竹弥主演(ラジオ東京テレビ) - 山本和夫 - 「新選組始末記」※中村竹弥主演(TBS)「幕末」(TBS) - 飯島敏宏 - 「鳴門秘帖」※水島道太郎主演(ラジオ東京テレビ)「赤西蠣太」「大江戸の鷹」(TBS) - 井上博 - 「花の生涯」「赤穂浪士」(NHK) - 吉田直哉 - 「太閤記」「源義経」(NHK) - 和田勉 - 「竜馬がゆく」「文吾捕物絵図」(NHK) - 岡崎栄 - 「天と地と」「天下御免」「天下堂々」(NHK) - 大原誠 - 「樅の木は残った」「風と雲と虹と」「徳川家康」「八代将軍吉宗」「真田太平記」(NHK) - 村上佑二 - 「国盗り物語」「花神」「清左衛門残日録」(NHK) - 斉藤暁 - 「国盗り物語」「元禄太平記」「花神」「文吾捕物絵図」(NHK) - 佐藤幹夫 - 「太平記」「蝉しぐれ」「御宿かわせみ」(NHK) - 清水一彦 - 「新選組」「風林火山」(NHK) - 田中健二 - 「風林火山」「軍師官兵衛」(NHK) | - 大友圭史 - 「龍馬伝」(NHK) - 加藤哲夫 - 「風の武士」「風の三度笠」※夏目俊二主演(関西テレビ) - 五社英雄 - 「三匹の侍」(フジテレビ) - 吉田央 - 「荒野の素浪人」「次郎長三国志」(フジテレビ) - 大山勝美 - 「真田幸村」※中村錦之助主演(TBS) - 小山秀夫 - 「落城」※片岡千恵蔵初のテレビ出演(フジテレビ) - 河野密 - 「徳川家康」※市川右太衛門主演(NET) - 山内鉄也 - 「水戸黄門」※東野英治郎主演(TBS) - 矢田清巳 - 「水戸黄門」※西村晃主演(TBS) - 奈良井仁一 - 「徳川の夫人たち」(NET)「華岡青洲の妻」(日本テレビ) - 小野田嘉幹 - 「はぐれ狼」「鬼平犯科帳」(フジテレビ) - 井上昭 - 「剣客商売」「神谷玄次郎捕物控」(フジテレビ) - 斉藤光正 - 「大江戸捜査網」(東京12チャンネル)「子連れ狼」(日本テレビ)「御家人斬九郎」(フジテレビ) - 澤田隆治 - 「てなもんや三度笠」(朝日放送) - 荒井岱志 - 「矢車剣之助」(日本テレビ)「旅がらすくれないお仙」「暴れん坊将軍」(NET) - 勝田康三 - 「大忠臣蔵」※三船敏郎主演(NET) |

### 脚本
| - 寿々喜多呂九平 - 八尋不二 - 三村伸太郎 - 藤井滋司 - 山上伊太郎 - 橋本忍 - 小国英雄 - 菊島隆三 - 比佐芳武 - 結束信二 - 小川記正 - 鈴木尚也 - 池上金男 - 松浦健郎 | - 杉山義法 - 成沢昌茂 - 高田宏治 - 依田義賢 - 和田夏十 - 小池一夫 - 小島剛夕 - 金子成人 - 田坂啓 - 笠原和夫 - 山田隆之 - 犬塚稔 - 星川清司 - 野上竜雄 | - 国弘威雄 - 早坂暁 - 鈴木尚之 - 中島丈博 - 安倍徹郎 - 古田求 - 宮川一郎 - 竹山洋 - 井手雅人 - 鎌田敏夫 - 池田一朗 - 高岩肇 - 下井坂菊馬 - 黒土三男 |

### 殺陣
| - 足立伶二郎 - 湯浅謙太郎 - 久世竜 - 大内竜生 - 林邦史朗 - 谷明憲 - 菊池竜志 - 菅原俊夫 - 二階堂武 - 久世浩 | - 宇仁貫三 - 上西弘次 - 宮内昌平 - 国井正広 - 上野隆三 - 美山晋八 - 尾田義男 - 近江雄二郎 - 土井淳之祐 - 尾型伸之介 | - 高倉英二 - 山口博義 - 竹田寿郎 - 中瀬博文 - 大内貴仁 - 清家三彦 - 高槻祐士 - 楠本栄一 |

## 時代劇俳優・女優

### 大正時代のスター
| - 尾上松之助(1875-1926) | - 澤村四郎五郎(1877-1932) |

### 時代劇六大スタア
| - 大河内傳次郎(1898-1962) - 阪東妻三郎(1901-1953) - 片岡千恵蔵(1903-1983) | - 嵐寛寿郎(1903-1980) - 市川右太衛門(1907-1999) - 長谷川一夫(1908-1984) |

### 明治以降の主演俳優

#### 明治生まれ
| - 月形龍之介(1902-1970) - 志村喬(1905-1982) - 島田正吾(1905-2004) - 辰巳柳太郎(1905-1989) | - 市川百々之助(1906-1978) - 松本白鸚(1910-1982) - 高田浩吉(1911-1998) - 大友柳太朗(1912-1985) |

#### 大正生まれ
| - 尾上松緑(1913-1989) - 近衛十四郎(1914-1977) - 三船敏郎(1920-1997) | - 鶴田浩二(1924-1987) - 東千代之介(1926-2000) |

#### 昭和生まれ
| - 大川橋蔵(1929-1984) - 若山富三郎(1929-1992) - 中村梅之助(1930-2016) - 市川雷蔵(1931-1969) - 勝新太郎(1931-1997) - 萬屋錦之介（1932-1997） - 仲代達矢(1932- ) - 平幹二朗(1933-2016) - 藤田まこと(1933-2010) - 高橋幸治(1935- ） - 里見浩太朗(1936- ） - 緒形拳(1937-2008) - 加藤剛(1938-2018) | - 千葉真一(1939-2021) - 松本幸四郎(1942- ) - 松方弘樹(1942-2017） - 北大路欣也(1943-） - 田村正和(1943-2021) - 杉良太郎(1944- ) - 中村吉右衛門(1944-2021) - 高橋英樹(1944- ) - 西郷輝彦(1947-2022) - 西田敏行(1947-2024) - 風間杜夫(1949-) - 滝田栄(1950- ) | - 松平健(1953- ) - 村上弘明(1956- ) - 役所広司(1956- ) - 渡辺謙(1959- ) - 真田広之(1960- ) - 中井貴一(1961- ) - 中村芝翫(1965-) - 東山紀之(1966-) - 大沢たかお(1968-) - 堺雅人(1973-) - 岡田准一(1980-) - 小栗旬(1982-) |

### 長年活躍した俳優

#### 明治生まれ
| - 横山運平(1881-1967) - 河部五郎(1888-1976) - 勝見庸太郎(1893-1962) - 柳永二郎(1895-1984) - 香川良介(1896-1987) - 高勢実乗(1897-1947) - 薄田研二(1898-1972) - 佐々木孝丸(1898-1986) - 進藤英太郎(1899-1977) - 羅門光三郎(1901-1976) | - 中村翫右衛門(1901-1982) - 河原崎長十郎(1902-1981) - 團徳麿(1902-1987) - 上田吉二郎(1904-1972) - 榎本健一(1904-1970) - 鳥羽陽之助(1905-1958) - 藤原釜足(1905-1985) - 沢村国太郎(1905-1974) - 原健策 (1905-2002) - 滝沢修(1906-2000) | - 三島雅夫(1906-1973) - 東野英治郎(1907-1994) - 河津清三郎(1908-1983) - 小沢栄太郎(1909-1988) - 徳大寺伸(1910-1995) - 阿部九州男(1910-1965) - 山村聰(1910-2000) - 坂東好太郎(1911-1981) - 加東大介(1911-1975) - 水島道太郎(1912-1999) |

#### 大正生まれ
| - 加賀邦男(1913-2002) - 堺駿二(1913-1968) - 田崎潤(1913-1985) - 宮口精二(1913-1985) - 森繁久彌(1913-2009) - 加藤嘉(1913-1988) - 山形勲(1915-1996) | - 千秋実(1917-1999) - 中村竹弥(1918-1990) - 伊藤雄之助(1919-1980) - 浜田寅彦(1919-2009) - 稲葉義男(1920-1998) - 天津敏(1921-1979) - 丹波哲郎(1922-2006) | - 江見俊太郎(1923-2003) - 木村功(1923-1981) - 小林桂樹(1923-2010) - 西村晃(1923-1997) - 三國連太郎(1923-2013) - 佐野浅夫(1925-2022) - 加藤武(1925-2015) | - 内藤武敏(1926-2012) |

#### 昭和生まれ
| - 土屋嘉男(1927-2017) - 鈴木瑞穂(1927-2023) - 田村高廣(1928-2006) - 佐藤慶(1928-2010) - 遠藤太津朗(1928-2012) - 高松英郎(1929-2007) - 神山繁(1929-2017) - 外山高士(1930-2022) - 牧冬吉(1930-1998) - 中谷一郎(1930-2004) - 御木本伸介(1931-2002) - 天知茂(1931-1985) - 田口計(1933-) - 品川隆二(1933-) - 小峰隆司(1933-2021) - 近藤洋介(1933-2024) - 菅貫太郎(1934-1994) - 長門裕之(1934-2011) - 大月ウルフ(1934-2020) - 石濱朗(1935-2022) - 山﨑努(1936-) - 山口崇(1936-2025) - 早川保(1936-) | - 柳生博(1937-2022) - 唐沢民賢(1937-) - 栗塚旭(1937- ) - 瑳川哲朗(1937-2021) - 伊東四朗(1937-) - 山本學(1937-) - 中村嘉葎雄(1938- ） - 山城新伍(1938-2009) - 和崎俊哉(1938-2011) - 亀石征一郎(1938-2021) - 夏八木勲(1939-2013) - 河原崎長一郎(1939-2003) - 若林豪(1939-) - 中村敦夫(1940- ) - 津川雅彦(1940-2018) - 細川俊之(1940-2011) - 山本圭(1940-2022) - 石坂浩二(1941- ） - 渡哲也(1941-2020) - 小林稔侍(1941-) - 浜田晃(1941-) - 住吉正博(1942-2017) - 小松政夫(1942-2020) | - 松山英太郎(1942-1991) - 林与一(1942-) - 近藤正臣(1942-) - 中尾彬(1942-2024) - 寺田農(1942-2024) - ささきいさお(1942-) - 福本清三(1943-2021) - 秋野太作(1943-) - 森次晃嗣(1943-) - 河原崎建三(1943-) - 山本亘(1943-) - 竹脇無我(1944-2011) - 江守徹(1944-) - 前田吟(1944-) - 蟹江敬三(1944-2014) - 片岡仁左衛門(1944-) - 平泉成(1944-) - 古谷一行(1944-2022) - 原田大二郎(1944-) - 内田勝正(1944-2020) - 田中泯(1945-) - 堀田真三(1945-) - 西田健(1945-) | - 伊吹吾郎(1946-) - 田村亮(1946-) - 岡本富士太(1946-) - 苅谷俊介(1946-) - 松山政路(1947-) - 宮内洋(1947-) - あおい輝彦(1948-) - 草薙良一(1948-) - 峰蘭太郎(1948-) - 火野正平(1949-2024) - 池田秀一(1949-) - 勝野洋(1949-) - 堀内正美(1950-) - 小林薫(1951-) - 三田村邦彦(1953-) - 山内としお(1954-) - 片岡鶴太郎(1954-) - 中村梅雀(1955-) - 郷ひろみ(1955-) - 内藤剛志(1955-) - 榎木孝明(1956-) - 竹中直人(1956-) - 隆大介(1957-2021) | - 京本政樹(1959-) - 佐藤浩市(1960-) - 阿部寛(1964-) - 上川隆也(1965-) - 髙嶋政宏(1965-) - 香川照之(1965-) - 杉本哲太(1965-) - 髙嶋政伸(1966-) - 緒形直人(1967-) - 内野聖陽(1968-) - 原田龍二(1970-) - 谷原章介(1972-) - 山口馬木也(1973-) - 市川猿之助(1975-) - 山本耕史(1976-) - 市川海老蔵(1977-) |

### 長年活躍した女優

#### 明治生まれ
| - 川田芳子(1895-1970) - 酒井米子(1898-1958) - 澤村春子(1901-1989) - 柳さく子(1902-1963) - 梅村蓉子(1903-1944) - 喜代三(1903-1963) - 鈴木澄子(1904-1985) | - 伏見直江(1908-1982) - 山岸しづ江(1908-2002) - 田中絹代(1909-1977) - 森静子(1909-2004) - 原駒子(1910-1968) - 琴糸路(1911-1956) |

#### 大正生まれ
| - 市川春代(1913-2004) - 飯塚敏子(1914-1991) - 三城輝子(1917-1980) - 轟夕起子(1917-1967) - 山田五十鈴(1917-2012) - 木暮実千代(1918-1990) - 花井蘭子(1918-1961) - 原節子(1920-2015) - 森光子(1920-2012) | - 橘公子(1921-不明) - 花柳小菊(1921-2011) - 山根寿子(1921-1990) - 宮城千賀子(1922-1996) - 淡島千景(1924-2012) - 京マチ子(1924-2019) - 長谷川裕見子(1924-2010) - 津島恵子(1926-2012) - 山岡久乃(1926-1999) |

#### 昭和生まれ
| - 喜多川千鶴(1930-1997) - 八千草薫(1931-2019) - 千原しのぶ(1931-2009) - 河内桃子(1932-1998) - 宇治みさ子(1932-2012) - 左幸子(1932-2001) - 高千穂ひづる(1932-2016) - 池内淳子(1933-2010) - 草笛光子(1933-) - 淡路恵子(1933-2014) - 丘さとみ(1935-2024) - 野際陽子(1936-2017) - 市原悦子(1936-2018) - 弓恵子(1936-2024) - 桜町弘子(1937-) | - 万里昌代(1937-不明) - 上原美佐 (1937年生)(1937-2003) - 美空ひばり(1937-1989) - 北沢典子(1938-) - 小川眞由美(1939-) - 佐久間良子(1939-) - 藤村志保(1939-2025) - 中村玉緒(1939-) - 花園ひろみ(1940-不明) - 三島ゆり子(1940-) - 江波杏子(1942-2018) - 星由里子(1943-2018) - 光本幸子(1943-2013) - 栗原小巻(1945-) - 富司純子(1945-) | - 大原麗子(1946-2009) - 梶芽衣子(1947-) - 大信田礼子(1948-) - 佐野アツ子(1948-) - 土田早苗(1949-) - 松本留美(1949-) - 由美かおる(1950-) - 市毛良枝(1950-) - 鮎川いずみ(1951-) - 三林京子(1951-) - 真野響子(1952-) - 松坂慶子(1952-) - 朝比奈順子(1953-2021) - 坂口良子(1955-2013) - 大地真央(1956-) | - かたせ梨乃(1957-) - 萬田久子(1958-) - 池上季実子(1959-) - 西崎緑(1960-) - 高島礼子(1964-) - 沢口靖子(1965-) - 若村麻由美(1967-) - 和久井映見(1970-) - 木村佳乃(1976-) - 竹内結子(1980-2020) - 柴咲コウ(1981-) |

## 主なテレビ時代劇
テレビドラマ　参考資料:『実録テレビ時代劇史』(能村庸一著) 巻末の時代劇放送記録
| - 赤頭巾快刀乱麻(野村宏伸) (NHK 1991年) - 暁に斬る!(北大路欣也)（関西テレビ 1982年） - 赤胴鈴之助(尾上緑也・吉永小百合)（ラジオ東京テレビ 1957年) - 赤胴鈴之助(吉田豊明)(大阪テレビ 1957年) - 赤西蠣太(田崎潤)(日本テレビ 1958年) - 赤ひげ(小林桂樹・あおい輝彦)(NHK 1972年) - 悪一代(勝新太郎)(朝日放送 1969年) - あさきゆめみし(前田敦子)(NHK 2013年) - 天晴れ夜十郎(阿部寛)（NHK、1996年） - あばれ医者嵐山(西郷輝彦)（テレビ東京 1995年） - 暴れ九庵(風間杜夫) （関西テレビ 1984年） - あばれ頭巾(河原崎権三郎)(NHK 1954年) - あばれ八州御用旅(西郷輝彦)（テレビ東京 1990年） - 暴れん坊将軍シリーズ(松平健)(テレビ朝日1978年-2003年) - 編笠十兵衛(高橋英樹)（フジテレビ 1974年) - 編笠十兵衛(村上弘明)（テレビ東京 1997年） - あんみつ姫（中原美紗緒) (ラジオ東京テレビ 1958年) - 池田大助捕物帳(尾上松緑・尾上辰之助)(NHK 1966年) - 池田大助捕物日記(中村勘九郎)（フジテレビ 1974年） - 維新風雲録(水島道太郎・服部哲治) （ラジオ東京テレビ 1958年） - 出雲の阿国 - 出雲の阿国(佐久間良子)（NET 1973年） - 出雲の阿国(菊川怜)（NHK 2006年） - 一路(永山絢斗)(NHK 2015年) - 一心太助と大久保彦左衛門 - 一心太助(鈴木やすし)(日本テレビ 1968年) - 彦左と一心太助(山田太郎)(TBS 1969年-1970年) - 一心太助(杉良太郎)(フジテレビ 1971年-1972年) - 大久保彦左衛門(進藤英太郎)（関西テレビ 1973年) - スキッと一心太助(緒形直人)(NHK 1999年) - 一心茶助(茶川一郎)(関西テレビ 1960年) - 腕におぼえあり(村上弘明)(NHK 1992年) - 海の次郎丸(中村光輝)(朝日放送 1968年) - 右門捕物帖 - 右門捕物帖(中村竹弥) (ラジオ東京テレビ 1957年-1958年) - 右門捕物帖(黒川弥太郎) (関西テレビ 1962年) - 右門捕物帖(中村吉右衛門)(日本テレビ 1969年-1970年) - 右門捕物帖(杉良太郎)(NET 1974年-1975年) - 右門捕物帖(杉良太郎)(日本テレビ 1982年-1983年) - 運命峠(田村正和)(関西テレビ 1974年) - 江戸シリーズ（フジテレビ1975年-1981年） - 江戸の旋風(加山雄三)（1975年-1980年） - 江戸の渦潮(古谷一行・小林桂樹)（1978年） - 江戸の激斗(小林桂樹・露口茂)（1979年） - 江戸の朝焼け(沖雅也・小林桂樹)（1980年-1981年） - 江戸の用心棒(古谷一行・夏八木勲)（1981年) - 江戸特捜指令(中村敦夫) （毎日放送 1976年） - 江戸中町奉行所(古谷一行)（テレビ東京 1990年） - 江戸の影法師(中村竹弥)(ラジオ東京テレビ 1955年) - 江戸の影法師(月田昌也)(フジテレビ 1960年) - 江戸の牙(天知茂)（テレビ朝日 1979年） - 江戸の鷹 御用部屋犯科帖(三船敏郎)（テレビ朝日 1978年） - 江戸の紅葵(松方弘樹)（関西テレビ 1970年） - 江戸の用心棒(高橋英樹)（日本テレビ 1994年） - 江戸を斬る（TBS 1973年-1981年 1987年 1994年） - 江戸を斬る梓右近隠密帳(竹脇無我)(TBS 1973年-1974年) - 江戸を斬る (西郷輝彦)(TBS 1975年-1981年) - 江戸を斬る (里見浩太朗)(TBS 1987年) - 江戸を斬る (里見浩太朗)(TBS 1994年) - 黄金の日日(市川染五郎)（NHK 1978年） - 大江戸捜査網（テレビ東京 1970年-1984年 1990年-1992年） - 大江戸捜査網 (杉良太郎)(1970年-1974年) - 大江戸捜査網 (里見浩太朗)(1974年-1979年) - 大江戸捜査網 (松方弘樹)(1979年-1984年) - 新・大江戸捜査網 (並木史朗)(1984年) - 新・大江戸捜査網 (橋爪淳)(1990年-1992年) - 大江戸弁護人・走る!(高島政宏)（テレビ朝日 1996年） - 大江戸を駈ける! (原田龍二)(TBS 2000年) - 大岡越前 - 大岡越前(加藤剛)（TBS 1970年-1999年） - 名奉行! 大岡越前(北大路欣也) (テレビ朝日 2005年) - 大岡越前(東山紀之)(NHK 2013年) - 大奥 - 徳川の夫人たち(佐久間良子) (NET 1967年) - 大奥（関西テレビ 1968年） - 大坂城の女（三益愛子・三田佳子)(関西テレビ 1970年) - 徳川おんな絵巻(藤純子)（関西テレビ 1970年） - 大奥の女たち(御影京子・喜多川千鶴)(関西テレビ 1971年) - 絵島生島(有馬稲子・片岡孝夫)（東京12チャンネル 1971年） - 大奥(中山仁・三益愛子)(関西テレビ 1972年) - 徳川の夫人たち(生田悦子) (フジテレビ 1974年) - 徳川の女たち (フジテレビ 1980年) - 大奥(栗原小巻)（関西テレビ 1983年） - 春日局(大原麗子) (NHK 1989年) - 大奥(菅野美穂)（フジテレビ、2003年） - 大奥〜第一章〜(松下由樹) (フジテレビ 2004年) - 大奥〜華の乱〜(内山理名) (フジテレビ 2005年) - 篤姫(宮崎あおい)(NHK 2008年) - 大奥〜誕生［有功・家光篇］(多部未華子)(TBS 2012年) - 大奥(オムニバス形式，徳川吉宗:冨永愛ほか)(NHK 2023年) - 狼・無頼控(村野武範)（毎日放送 1973年） - 岡っ引どぶ(山崎努)（フジテレビ 1972年） - 岡っ引どぶ(田中邦衛)（フジテレビ 1991年） - 唖侍・鬼一法眼(若山冨三郎)（日本テレビ 1973年） - おしどり右京捕物車(中村敦夫)（朝日放送 1974年） - お助け同心が行く!(小林稔侍)（テレビ東京 1993年） - 織田信長 - 織田信長(林真一郎)(朝日放送 1962年) - 若き日の信長(市川猿之助)(フジテレビ 1964年) - 国盗り物語(平幹二朗・高橋英樹)(NHK 1973年) - 信長(緒形直人)(NHK 1992年) - 信長のシェフ(玉森裕太)（テレビ朝日 2013年） - 信長協奏曲(小栗旬)（フジテレビ 2014年） - 男は度胸(浜畑賢吉)(NHK 1970年) - 鬼平犯科帳 - 鬼平犯科帳(八代目松本幸四郎)（NET 1969年-1972年） - 鬼平犯科帳(丹波哲郎)（NET 1975年） - 鬼平犯科帳(萬屋錦之介)（テレビ朝日 1980年-1982年） - 鬼平犯科帳(中村吉右衛門)（フジテレビ 1989年-2001年） - お祭り銀次捕物帳(あおい輝彦)（フジテレビ、1972年） - お耳役秘帳(伊吹吾郎)（関西テレビ 1976年) - 父子鷹 - 父子鷹(中村竹弥)（TBS 1964年） - 父子鷹(島田正吾・若林豪)（関西テレビ 1972年) - 父子鷹(松本幸四郎・市川染五郎)（日本テレビ 1994年) - おらんだ左近事件帖(高橋英樹)（フジテレビ 1971年） - おらんだ左近秘剣帳（テレビ東京 1991年） - 俺はども安(砂塚秀夫・青島幸男)(フジテレビ 1965年) - おんな浮世絵・紅之介参る!(小川真由美)（日本テレビ 1974年） - 女殺し屋 花笠お竜(久保菜穂子)(NET 1969年) - 女ねずみ小僧 - 浮世絵 女ねずみ小僧(小川真由美)(フジテレビ1971年-1974年） - ご存知!女ねずみ小僧(小川真由美)(フジテレビ1977年） - 女ねずみ小僧(中原理恵) (フジテレビ 1984年) - 女ねずみ小僧(大地真央)（フジテレビ 1989年） - 遠山の金さんVS女ねずみ(水野真紀)(テレビ朝日 1997年) - 金さんVS女ねずみ(水野真紀)(テレビ朝日 1998年) - 女無宿人 半身のお紺(かたせ梨乃)（テレビ東京 1991年） - 隠密・奥の細道(佐藤浩市)（テレビ東京 1988年） - 隠密剣士 - 隠密剣士(大瀬康一)（TBS 1962年) - 新・隠密剣士(林真一郎) (TBS 1965年) - 隠密剣士(萩島真一) (TBS 1973年) - 隠密奉行朝比奈(北大路欣也)（フジテレビ 1998年） - 陰陽師(稲垣吾郎)（NHK 2001年） - 陰陽師☆安倍晴明〜王都妖奇譚〜(三上博史)（フジテレビ 2002年） - 御宿かわせみ - 御宿かわせみ(真野響子)（NHK 1980年) - 新・御宿かわせみ(沢口靖子)（テレビ朝日 1997年） - 御宿かわせみ(高島礼子)（NHK 2003年) - 快傑黒頭巾 - 快傑黒頭巾(若柳敏三郎)（日本テレビ 1958年) - 快傑黒頭巾(加島潤)（フジテレビ1966年) - 快傑黒頭巾(坂東八十助)（NHK 1976年) - 快傑ライオン丸(潮哲也)（フジテレビ 1972年） - 快刀!夢一座七変化(三田村邦彦)（テレビ朝日 1996年） - 火怨・北の英雄 アテルイ伝(大沢たかお)(NHK 2013年) - 隠し目付参上(江守徹)（毎日放送 1976年） - 影同心(山口崇)（毎日放送 1975年） - 影の軍団(千葉真一)（関西テレビ 1980年-1985年） - 陽炎の辻(山本耕史)(NHK 2007年) - 花神(中村梅之助)（NHK 1977年） - 風(栗塚旭)(TBS 1967年) - 風小僧(山城新伍)(NET 1959年) - 風と雲と虹と(加藤剛)(NHK 1976年) - 風の三度笠(夏目俊二)(関西テレビ 1961年) - 風の果て(佐藤浩市)(NHK 2007年) - 風の隼人(勝野洋)(NHK 1979年) - 風の武士(夏目俊二)(関西テレビ 1960年) - 勝海舟 - 勝海舟(坂東好太郎)(日本テレビ 1958年) - 勝海舟(江原真二郎)(NET 1965年) - 勝海舟(渡哲也・松方弘樹)(NHK 1974年) - 鎌倉幕府 - 風雲児時宗(松本錦四郎)(フジテレビ 1961年) - 北条政子(佐久間良子)(NET 1970年) - 草燃える(石坂浩二・岩下志麻)(NHK 1979年) - 北条時宗(和泉元弥)(NHK 2001年) - 上方武士道(早川恭二)(関西テレビ 1961年) - 上方武士道(鶴田浩二)(日本テレビ 1969年) - 神谷玄次郎捕物控 - 悪党狩り(尾上菊五郎)(東京12チャンネル 1980年) - 神谷玄次郎捕物控(古谷一行)（フジテレビ 1990年） - 神谷玄次郎捕物控(高橋光臣)（NHK 2014年） - 髪結い伊三次(中村橋之助)（フジテレビ 1999年） - 仮面の忍者 赤影(坂口祐三郎)（関西テレビ 1967年） - 乾いて候(田村正和)（フジテレビ 1984年） - 川中島の戦い - 風林火山(原保美)(NET 1959年) - 武田信玄(倉丘伸太郎)(読売テレビ 1966年) - 天と地と(石坂浩二)(NHK 1969年) - 風林火山(東野英治郎)(NET 1969年) - 武田信玄(中井貴一)(NHK 1988年) - 風林火山(内野聖陽)(NHK 2007年) - 木曽街道いそぎ旅(山口崇)（フジテレビ1973年） - 騎馬奉行(市川染五郎) （関西テレビ 1979年） - 斬り捨て御免!(中村吉右衛門)（東京12チャンネル 1980年） - 斬り抜ける (近藤正臣)（朝日放送 1974年） - 雲霧仁左衛門 - 雲霧仁左衛門(天知茂)（フジテレビ 1979年） - 雲霧仁左衛門(山崎努)（フジテレビ 1995年-1996年） - 雲霧仁左衛門(中井貴一)（NHK 2013年・2015年） - 鞍馬天狗 - 鞍馬天狗(市川高麗蔵) (ラジオ東京テレビ 1956年) - 鞍馬天狗(市川団子) (ラジオ東京テレビ 1960年) - 鞍馬天狗(中村竹弥) (TBS 1963年) - 鞍馬天狗(大瀬康一) (毎日放送 1967年) - 鞍馬天狗(高橋英樹)(NHK 1969年) - 鞍馬天狗(竹脇無我)(日本テレビ 1974年) - 鞍馬天狗(目黒祐樹)(テレビ東京 1990年） - 鞍馬天狗(野村萬齋)(NHK 2008年) - 黒い編笠(大瀬康一)(朝日放送 1968年) - 軍師官兵衛(岡田准一)（NHK 2014年） - 軍兵衛目安箱(片岡千恵蔵) (NET 1971年) - 慶次郎縁側日記(高橋英樹)(NHK 2004年) - 剣・天下一の剣豪 (丹波哲郎)（日本テレビ 1967年） - 喧嘩屋右近(杉良太郎)（テレビ東京 1992年） - けんか安兵衛(松方弘樹) (関西テレビ 1975年) - 剣客商売 - 剣客商売(加藤剛)（フジテレビ1973年） - 剣客商売(中村又五郎)（フジテレビ1983年） - 剣客商売(藤田まこと)（フジテレビ1998年） - 剣客商売(北大路欣也)（フジテレビ2012年-） - 源九郎旅日記 葵の暴れん坊(西郷輝彦)(テレビ朝日1982年） - 源氏物語(伊丹十三)(毎日放送 1965年) - 幻十郎必殺剣(北大路欣也)（テレビ東京 2008年) - 剣と風と子守唄(三船敏郎) （日本テレビ 1975年） - 幻之介世直し帖(小林旭)(日本テレビ 1981年) - 剣は知っていた(早川恭二)(関西テレビ 1965年) - 江〜姫たちの戦国〜(上野樹里)（NNK 2011年） - 功名が辻 - 功名が辻(団令子・三橋達也)(NET 1966年) - 功名が辻(檀ふみ・宅麻伸)(テレビ朝日1997年) - 功名が辻(仲間由紀恵・上川隆也)(NNK 2006年) - 荒野の素浪人(三船敏郎)(NET 1972年) - 荒野の用心棒(夏木陽介)(NET 1973年) - 五街道まっしぐら(村野武範)(NET 1976年) - 木枯し紋次郎(1972年-1973年 1977年-1978年) - 木枯し紋次郎(中村敦夫)（フジテレビ 1972年） - 新・木枯し紋次郎(中村敦夫)（東京12チャンネル 1977年) - 御家人斬九郎(渡辺謙)（フジテレビ1995年） - ご存じからす堂(三橋達也)(フジテレビ 1967年) - 子連れ狼 - 子連れ狼(萬屋錦之介)（日本テレビ 1973年） - 子連れ狼(北大路欣也)（テレビ朝日 2002年) - 琴姫七変化(松山容子)(大阪YTV 1960年) - 五人の野武士(三船敏郎・宝田明)(日本テレビ 1968年) - 五瓣の椿(藤純子)(フジテレビ 1969年) - 五瓣の椿(国仲涼子)(NHK 2001年) - 坂本龍馬 - 幕末物語 坂本龍馬篇(和崎俊哉)(毎日放送 1959年) - 青年 維新編 渦潮 坂本龍馬伝(戸浦六宏)(NHK 1961年) - 竜馬がゆく(中野誠也)(毎日放送 1965年) - 竜馬がゆく(北大路欣也) (NHK 1968年) - 竜馬におまかせ! (浜田雅功)(日本テレビ 1996年) - 龍馬伝(福山雅治)(NHK 2010年) - 左近右近(立花伸介)(ラジオ東京テレビ 1959年) - 佐々木小次郎 - 佐々木小次郎(入川保則) (読売テレビ 1962年) - 佐々木小次郎(東千代之介)(毎日放送 1965年) - 薩摩飛脚(坂東吉弥)(日本テレビ 1958年) - 座頭市 - 座頭市物語(勝新太郎) (フジテレビ1974年） - 新・座頭市(勝新太郎) (フジテレビ1976年） - 里見八犬伝(倉丘伸太郎)（フジテレビ 1964-1965年） - 真田一族および真田十勇士(猿飛佐助を含む) - 猿飛佐助旅日記(千葉栄)(ラジオ東京テレビ 1955年) - 忍術真田城(小林重四郎)(日本テレビ 1957年) - 無敵真田十勇士(谷本さとし)(日本テレビ 1961年) - 天下の暴れん坊・猿飛佐助(沢村精四郎)(NET 1961年) - 真田三銃士(高峰圭二)(関西テレビ 1962年) - 忍びの者(品川隆二)(NET 1964年) - 風雲真田城(高田浩吉)(朝日放送 1964年) - 真田幸村(中村錦之助)(TBS 1966年) - 熱血・猿飛佐助(桜木健一)(TBS 1972年) - 猿飛佐助(太川陽介)(日本テレビ 1980年) - 風神の門(三浦浩一)(NHK 1980年) - 真田太平記(渡瀬恒彦)(NHK 1985年) - 風雲!真田幸村(北大路欣也)(テレビ東京 1989年) - 猿飛三世(伊藤淳史)(NHK 2012年) - 真田丸(堺稚人)(NHK 2016年) - さむらい飛脚(大友柳太朗)(NET 1971年) - さすらいの狼(萬屋錦之介)(NET 1972年) - 三姉妹(岡田茉莉子・藤村志保・栗原小巻)（NHK 1967年） - 参上! 天空剣士(目黒祐樹)（テレビ東京 1990年） - 三匹が斬る!(テレビ朝日 1987年-1995年 2002年) - 三匹が斬る!(高橋英樹)（テレビ朝日 1987年） - 三匹が斬る!(高嶋政伸)（テレビ朝日 2002年） - 三匹の侍(フジテレビ 1963年-1969年 1970年) - 三匹の侍(丹波哲郎・平幹二朗・長門勇) - 新・三匹の侍(安藤昇・高森玄・長門勇) - 地獄の辰捕物控(北大路欣也)(NET 1972年) - 清水次郎長 - 次郎長売り出す(早川恭二)(関西テレビ 1961年) - 俺ら次郎長(橋幸夫) (TBS 1961年) - 次郎長三国志(安井昌二・天知茂)(フジテレビ 1964年) - 次郎長三国志(中野誠也)(NET 1968年) - 清水次郎長(竹脇無我)(フジテレビ 1971年) - 次郎長三国志(鶴田浩二)(NET 1974年) - 次郎長背負い富士(中村雅俊)(NHK 2006年) - しゃっくり寛太(藤山寛美)(朝日放送 1960年) - 十手人(高嶋政伸)（テレビ朝日 2001年） - 十手無用 九丁堀事件帖(高橋英樹)（日本テレビ 1975年） - 十手野郎捕物控(なべおさみ・藤岡琢也)(TBS 1971年) - 賞金稼ぎ(若山富三郎) (NET 1975年) - 将軍家光忍び旅(三田村邦彦)（テレビ朝日 1990年） - 将軍の隠密!影十八(三田村邦彦)（テレビ朝日 1996年） - 白獅子仮面(三ツ木清隆)（日本テレビ 1973年） - 白頭巾参上(大瀬康一)(朝日放送 1969年) - JIN-仁-(大沢たかお)（TBS、2009年 2011年） - 新吾十番勝負 - 新吾十番勝負(細川俊夫)(日本テレビ 1958年) - 新吾二十番勝負(夏目俊二)(関西テレビ 1961年) - 新吾十番勝負(田村正和)(TBS 1966年) - 新吾十番勝負(松方弘樹)(関西テレビ 1970年) - 新五捕物帳(杉良太郎)（日本テレビ 1977年-1982年） - 新釈諸国ばなし(伊藤雄之助)(日本テレビ 1958年) | - 新選組 - 幕末物語 近藤勇と桂小五郎篇(小柴幹治)(毎日放送 1959年) - 風雲新選組(嵐寛寿郎)(フジテレビ 1961年) - 新選組始末記(中村竹弥)(TBS 1961年) - 新選組血風録(栗塚旭)(NET 1965年） - 燃えよ剣(内田良平)(東京12チャンネル 1966年) - 燃えよ剣(栗塚旭)(NET 1970年) - 新選組(鶴田浩二)(フジテレビ1973年) - 新選組始末記(平幹二朗)(TBS 1977年) - 壬生の恋歌(高橋幸治)(NHK 1983年) - 新選組血風録(渡哲也)(テレビ朝日 1998年) - 新撰組!(香取慎吾)（NHK、2004年） - 新選組血風録(永井大)(NHK 2011年) - 助左衛門四代記(宇野重吉) (朝日放送 1968年) - 素浪人シリーズ(NET 1965年-1974年) - 素浪人月影兵庫(近衛十四郎・品川隆二)（NET 1965年） - 素浪人花山大吉(近衛十四郎・品川隆二)（NET 1969年） - 素浪人天下太平(近衛十四郎)(NET 1973年) - いただき勘兵衛旅を行く(近衛十四郎)(NET 1973年) - 清左衛門残日録(仲代達矢) (NHK 1993年) - 銭形平次 - 銭形平次捕物控(若山富三郎)(ラジオ東京テレビ 1958年) - 銭形平次捕物控(安井昌二)(TBS 1962年) - 銭形平次(大川橋蔵)(フジテレビ1966年-1984年 ） - 銭形平次(風間杜夫)(日本テレビ 1987年) - 銭形平次(北大路欣也)(フジテレビ1998年) - 銭形平次(村上弘明)(テレビ朝日 2004年) - 戦国艶物語(若尾文子・岩下志麻・星由里子)(TBS 1969年) - 戦国無宿(夏八木勲)(大阪YTV 1967年) - 戦国ロック はぐれ牙(梶芽衣子)（フジテレビ 1973年） - 千姫(藤村志保)(NET 1966年) - そば屋梅吉捕物帳(中村梅之助) （東京12チャンネル 1979年） - 大助捕物帖(市川染五郎)(日本テレビ 1958年) - 大盗賊(丹波哲郎)(フジテレビ 1974年) - 大菩薩峠(平幹二朗)(ラジオ東京テレビ 1961年) - 高杉晋作(宗方勝巳)(朝日放送 1963年) - 竜巻小天狗(高峰圭二)(関西テレビ 1960年) - 旅がらすシリーズ(NET 1968年-1971年) - 旅がらすくれないお仙(松山容子)(NET 1968年) - 緋剣流れ星お蘭(花園ひろみ)(NET 1969年) - 紅つばめお雪(宮園純子)(NET 1970年) - 旅がらす事件帖(小林旭)（関西テレビ 1980年） - 旅人異三郎(杉良太郎)（東京12チャンネル 1973年） - 達磨大助事件帳(中村梅之助)（テレビ朝日 1977年） - 丹下左膳 - 丹下左膳(丹波哲郎)(日本テレビ 1958年) - 丹下左膳(辰巳柳太郎)(フジテレビ 1960年) - 丹下左膳(中村竹弥)（TBS 1965年) - 丹下左膳(松山英太郎)（TBS 1967年) - 丹下左膳(緒形拳)（NET 1970年) - 丹下左膳(高橋幸治)(日本テレビ 1974年) - 忠臣蔵(赤穂浪士) - 忠臣蔵の人々(市川段四郎)(ラジオ東京テレビ 1956年) - 赤穂浪士(柳永二郎)(NET 1959年) - 赤穂浪士(長谷川一夫)（NHK 1964年） - あゝ忠臣蔵(山村總)(関西テレビ 1969年) - 大忠臣蔵(三船敏郎)(NET 1971年) - 元禄太平記(石坂浩二)（NHK 1975年） - 赤穂浪士(萬屋錦之助)(テレビ朝日1979年) - 峠の群像(緒形拳)（NHK 1982年） - 忠臣蔵(北大路欣也)(フジテレビ 1996年) - 元禄繚乱(中村勘九郎)（NHK 1999年） - 忠臣蔵(松平健)(テレビ朝日2004年) - 最後の忠臣蔵(北大路欣也)(NHK 2004年) - 忠臣蔵の恋(武井咲)(NHK 2016年) - 長七郎天下ご免!(里見浩太朗)（テレビ朝日 1979年） - 長七郎江戸日記シリーズ(里見浩太朗)（日本テレビ 1983年） - 痛快 河内山宗俊(勝新太郎)(フジテレビ 1975年) - 塚原卜伝(堺雅人)（NHK 2011年） - 付き馬屋おえん事件帳(山本陽子)（テレビ東京 1990年） - 月影剣法(江見俊太郎)(日本テレビ 1958年) - 月影兵庫あばれ旅(村上弘明)（テレビ東京 1989年） - てなもんや三度笠(藤田まこと)（朝日放送 1962年-1968年） - 照姫七変化(沢口靖子)（フジテレビ 1990年） - 天下御免(山口崇)（NHK 1971年） - 天下堂々(篠田三郎)（NHK 1973年） - 伝七捕物帳 - 伝七捕物帳(高田浩吉)(朝日放送 1968年) - 伝七捕物帳(中村梅之助)(日本テレビ 1973年) - 伝七捕物帳(中村梅之助)(テレビ朝日 1979年） - 天地人(妻夫木聡)（NHK 2009年） - 天皇の世紀 (朝日放送 1971年) - 天罰屋くれない 闇の始末帖(片平なぎさ)（テレビ朝日 2003年） - 天を斬る(栗塚旭)(NET 1969年) - 同心暁蘭之介(杉良太郎)（フジテレビ 1981年） - 遠山の金さん - 金四郎江戸桜(坂東好太郎)(NHK 1957年) - 遠山の金さん捕物帳(夏目俊二)(関西テレビ 1960年) - 噂の金四郎 (松本錦四郎) (日本テレビ 1963年) - 遠山の金さん(市川新之助)(日本テレビ 1967年) - 遠山の金さん捕物帳(中村梅之助)(NET 1970年) - ご存じ遠山の金さん(市川段四郎)(NET 1973年) - ご存じ金さん捕物帳(橋幸夫)(NET 1974年) - 遠山の金さん(杉良太郎)（NET 1975年） - 遠山の金さん(高橋英樹)（テレビ朝日1982年） - 名奉行 遠山の金さん(松方弘樹)（テレビ朝日1988年） - 遠山の金さん(松平健)（テレビ朝日2007年） - 度胸時代(山口崇)（名古屋CBC 1974年） - 徳川家康 - 徳川家康(市川右太衛門)(NET 1964年) - 関ヶ原(森繁久弥)(TBS 1981年) - 徳川家康(滝田栄)(NHK 1983年) - 影武者徳川家康(高橋英樹)（テレビ朝日 1998年） - 葵 徳川三代(津川雅彦・西田敏行・尾上辰之助)(NHK 2000年) - 徳川三国志(松方弘樹)(NET 1975年) - 徳川無頼帳(西城秀樹・千葉真一)（テレビ東京 1992年） - 徳川慶喜(本木雅弘)（NHK 1998年） - 独眼竜政宗 (渡辺謙)(NHK 1987年) - 利家とまつ〜加賀百万石物語〜(唐沢寿明・松嶋菜々子)（NHK 2002年） - 殿さま風来坊隠れ旅(三田村邦彦・西岡徳馬)（テレビ朝日 1994年） - 豊臣秀吉 - 太閤記・日吉丸編(森健二)(日本テレビ 1956年) - 太閤記・藤吉郎編(大川太郎)(日本テレビ 1958年) - 新書太閤記(花房錦一) (毎日放送 1959年) - 戦国大統領(伏見扇太郎)(NET 1963年) - 太閤記(緒形拳)（NHK 1965年） - 新書太閤記(山口崇) (NET 1973年) - おんな太閤記(西田敏行)(NHK 1981年) - 秀吉(竹中直人)(NHK 1996年) - 太閤記〜天下を獲った男・秀吉(中村橋之助)（テレビ朝日2006年） - 翔んでる!平賀源内(西田敏行)(TBS 1989年) - ながい坂(中村吉右衛門・星由里子)(NET 1969年) - 長崎犯科帳(萬屋錦之介)（日本テレビ 1975年） - 流れ星佐吉(郷ひろみ) (関西テレビ 1984年） - 菜の花の沖(竹中直人)（NHK 2000年） - 鳴門秘帖 - 鳴門秘帖(水島道太郎)(ラジオ東京テレビ 1959年) - 鳴門秘帖(高橋悦史)(毎日放送 1966年) - 鳴門秘帖(田村正和)(NHK 1977年) - 日本巌窟王(草刈正雄)(NHK 1979年) - 人形佐七捕物帳 - 人形佐七捕物帳(若柳敏三郎)（NET 1960年） - 人形佐七捕物帳(松方弘樹)（NHK 1965年) - 人形佐七捕物帳(林与一)(NET 1971年) - 人形佐七捕物帳(松方弘樹)(テレビ朝日1977年) - 人魚亭異聞 無法街の素浪人(三船敏郎)(NET 1976年) - 人情とどけます〜江戸娘飛脚〜(本上まなみ)(NHK 2003年) - 忍法かげろう斬り(渡哲也)（関西テレビ 1972年） - 眠狂四郎 - 眠狂四郎無頼控(江見渉)（日本テレビ 1957年) - 眠狂四郎(江見俊太郎)（日本テレビ 1961年) - 眠狂四郎(平幹二朗)（フジテレビ 1967年) - 眠狂四郎(田村正和)（関西テレビ 1972年） - 眠狂四郎円月殺法(片岡孝夫)（テレビ東京1982年） - 眠狂四郎無頼控(片岡孝夫)（テレビ東京1983年） - 薄桜記(山本耕史)(NHK 2012年) - 白馬童子(山城新伍)(NET 1960年) - 白馬の剣士(林真一郎・山城新伍)(TBS 1964年) - 幕府お耳役檜十三郎(永島敏行)（テレビ東京 1991年） - 幕末(田村高広・山村總)(TBS 1964年) - はぐれ医者 お命預かります!(藤田まこと)（テレビ朝日 1995年） - 浮浪雲(渡哲也) (テレビ朝日 1978年) - 浮浪雲(ビートたけし)(TBS 1990年） - 旗本退屈男 - 旗本退屈男(中村竹弥)(ラジオ東京テレビ 1959年) - 旗本退屈男(高橋英樹)(フジテレビ 1970年) - 旗本退屈男(市川右太衛門)(NET 1973年) - ご存知!旗本退屈男(北大路欣也)(テレビ朝日 1988年) - 旗本退屈男(北大路欣也)（フジテレビ2001年） - 八代将軍吉宗(西田敏行)（NHK 1995年） - 八州犯科帳(緒形拳)（フジテレビ 1974年） - 八州廻り桑山十兵衛(北大路欣也)（テレビ朝日 2007年) - 八丁堀捕物ばなし(役所広司)（フジテレビ 1993年） - 八丁堀の七人(片岡鶴太郎)（テレビ朝日 2000年） - 八百八町夢日記(里見浩太朗)（日本テレビ 1989年） - 花の生涯(尾上松緑)（NHK 1963年） - 疾風同心(和田浩二)（東京12チャンネル 1978年） - 八丁堀暴れ軍団(和田浩二)（東京12チャンネル 1979年） - 隼人が来る(高橋英樹)（フジテレビ 1972年） - 盤嶽の一生(嵐寛寿郎)（NHK 1963年) - 盤嶽の一生(役所広司)（フジテレビ 2002年） - 半七捕物帳 - 半七捕物帳(笈川武夫)（NHK 1953年） - 半七捕物帳(中村竹弥)（ラジオ東京テレビ 1956年） - 半七捕物帳(尾上松緑)（日本テレビ 1961年） - 半七捕物帳(長谷川一夫)（TBS 1966年） - 半七捕物帳(平幹二朗)（NET 1971年） - 半七捕物帳(尾上菊五郎)(テレビ朝日 1979年） - 半七捕物帳(里見浩太朗)（日本テレビ 1992年） - 新・半七捕物帳(真田広之)(NHK 1997年) - 幡髄院長兵衛(坂東好太郎) （日本テレビ 1958年） - 幡随院長兵衛お待ちなせえ(平幹二朗)（毎日放送 1974年） - はんなり菊太郎(内藤剛志)(NHK 2002年) - ピカ助捕物帳(頭師孝雄) (関西テレビ 1958年) - 陽だまりの樹（市原隼人)(NHK 2012年) - 必殺シリーズ（朝日放送、1972年-1987年） - 姫将軍大あばれ(本倉さつき)（テレビ東京、1995年） - 風雲ライオン丸(渡哲也)（フジテレビ 1973年） - 夫婦旅日記 さらば浪人(藤田まこと・中村玉緒)(フジテレビ 1976年) - 風流あばれ奉行(中村竹弥)(ラジオ東京テレビ 1960年) - 風鈴捕物帳(西郷輝彦)(TBS 1978年) - 笛吹童子(北大路欣也)(NET 1960年) - 笛吹童子(岡村清太郎)(TBS 1972年) - 二人の素浪人(平幹二朗・浜畑賢吉)(フジテレビ1972年） - ぶらり信兵衛 道場破り(高橋英樹)（フジテレビ1973年） - ふりむくな鶴吉(沖雅也)(NHK 1974年) - 文五捕物絵図(杉良太郎)(NHK 1967年) - 文吾捕物帳(滝田栄)(テレビ朝日 1981年) - 平家 - 女人平家(吉永小百合)(朝日放送 1971年) - 新・平家物語(仲代達矢)(NHK 1972年) - 平清盛(松山ケンイチ)(NHK 2012年) - 弁慶 - 弁慶(丹波哲郎) (日本テレビ 1965年) - 武蔵坊弁慶(中村吉右衛門) (NHK 1986年) - 変身忍者 嵐(南城竜也)（毎日放送 1972年） - 北斗の人(加藤剛)（NET 1967年） - 北斗の人(伊吹吾郎)（関西テレビ 1974年） - 炎立つ(渡辺謙・村上弘明)（NHK 1993-1994年） - 魔像 十七の首(田村高広・田村正和)(TBS 1970年) - 又四郎行状記(中村竹弥)(ラジオ東京テレビ 1958年) - 松平右近 - 松平右近事件帳(里見浩太朗)（日本テレビ 1982年） - 新・松平右近事件帳(里見浩太朗)（日本テレビ 1983年） - 水戸黄門 - エノケンの水戸黄門漫遊記(榎本健一)(日本テレビ 1954年） - 水戸黄門漫遊記(十朱幸雄)(ラジオ東京テレビ 1957年) - 新説水戸黄門(花柳寛)(フジテレビ1960年) - 水戸黄門漫遊記(市川左団次)(日本テレビ 1960年) - 水戸黄門(月形龍之介)（TBS1964年) - 水戸黄門(東野英治郎)(TBS1969-1983年） - 水戸黄門(西村晃)(TBS1983-1992年） - 水戸黄門(佐野浅夫)(TBS1993-2000年） - 水戸黄門(石坂浩二)(TBS2000-2001年） - 水戸黄門(里見浩太朗)(TBS2002-2011年） - 水戸黄門外伝 かげろう忍法帖(由美かおる)（TBS 1995年） - 南町奉行捕物帖 怒れ!求馬(原田龍二)(TBS 1997年) - 源義経 - 源義経(南郷京之助)(NET 1959年) - 源義経(尾上菊之助)(NHK 1966年) - 義経(滝沢秀明)(NHK 2005年) - 宮本武蔵 - 宮本武蔵(安井昌二)(日本テレビ 1958年) - 宮本武蔵(丹波哲郎)(フジテレビ 1961年) - それからの武蔵(月形龍之介)(毎日放送 1964年) - 宮本武蔵(北大路欣也)(日本テレビ 1965年) - 宮本武蔵(高橋幸治)(NET 1970年) - 宮本武蔵(市川海老蔵)(関西テレビ 1975年) - 宮本武蔵(役所広司)(NHK 1984年) - 武蔵MUSASHI (市川新之助)(NHK 2003年) - 無宿侍(天知茂)（フジテレビ 1973年） - 無用ノ介(伊吹吾郎)（日本テレビ 1969年） - 紫頭巾(夏目俊二)(関西テレビ 1961年) - 紫頭巾(浜畑賢吉)(東京12チャンネル 1972年) - 室町幕府 - 幻花(中野良子)（NET 1977年） - 太平記(真田広之)(NHK 1991年) - 花の乱(三田佳子)（NHK 1994年） - 毛利元就(中村橋之助)（NHK 1997年） - 茂七の事件簿(高橋英樹)(NHK 2001年) - 樅の木は残った(実川延若)(東京12チャンネル 1964年) - 樅ノ木は残った(平幹二朗)(NHK 1970年) - 桃太郎侍 - 桃太郎侍(若杉恵之介)(NET 1962年) - 桃太郎侍(尾上菊之助)（日本テレビ 1967年） - 桃太郎侍(高橋英樹)(テレビ朝日1976年) - 新・桃太郎侍(高島政宏)(テレビ朝日2006年) - 燃ゆる白虎隊(中村竹弥)(TBS 1965年) - 柳生一族および柳生十兵衛 - 柳生十兵衛 独眼流参上(外山高士) (日本テレビ 1960年) - 柳生武芸帳（近衛十四郎)(NET 1965年) - 柳生十兵衛(山口崇)(フジテレビ 1970年) - 春の坂道(中村錦之助)(NHK 1971年) - 柳生一族の陰謀(千葉真一)（関西テレビ 1978年） - 柳生十兵衛(原田大二郎)(東京12チャンネル 1978年) - 柳生あばれ旅(千葉真一)（テレビ朝日 1980年） - 柳生十兵衛あばれ旅(千葉真一)（テレビ朝日 1982年） - 柳生新陰流(萬屋錦之介)（テレビ東京 1982年） - 柳生武芸帳（松方弘樹)(日本テレビ 1990年) - 柳生十兵衛七番勝負(村上弘明)(NHK 2005年) - 矢車剣之助(手塚しげお)(日本テレビ 1959年) - 弥次喜多隠密道中(尾上菊之助)(日本テレビ 1971年) - 破れシリーズ(テレビ朝日 1974年-1979年) - 破れ傘刀舟悪人狩り(萬屋錦之介)(NET 1974年) - 破れ奉行(萬屋錦之介)（テレビ朝日 1977年） - 破れ新九郎(萬屋錦之介)（テレビ朝日 1978年） - 闇を斬る!大江戸犯科帳(里見浩太朗)（日本テレビ 1993年） - 闇を斬れ(天知茂)（関西テレビ 1981年) - 雪之丞変化 - 雪之丞変化(江畑絢子)(NET 1959年) - 雪之丞変化(丸山明宏)(フジテレビ 1970年) - 雪姫隠密道中記(片平なぎさ)（毎日放送 1980年) - 妖術武芸帳(佐々木功)(TBS 1969年) - 用心棒シリーズ - 俺は用心棒(栗塚旭)(NET 1967年) - 待っていた用心棒(伊藤雄之助)(NET 1968年) - 帰って来た用心棒(栗塚旭)(NET 1968年) - 俺は用心棒(栗塚旭)(NET 1969年) - 夜桜お染(若村麻由美)（フジテレビ 2003年） - 吉田松陰(高橋幸治) (関西テレビ 1969年) - 世直し順庵!人情剣(藤田まこと)（テレビ朝日 2005年） - 世なおし奉行(片岡千恵蔵) (NET 1972年) - 琉球王国 - 琉球の風(東山紀之)（NHK 1993年） - テンペスト(仲間由紀恵)（NHK 2011年） - 浪人街(江見渉)(日本テレビ 1958年) - 若き日の北條早雲(北大路欣也)（テレビ朝日 1980年） - 若さま侍捕物手帖 - 若さま侍捕物手帖(夏目俊二)(関西テレビ 1959年) - 若さま侍捕物帖(市川新之助)（日本テレビ 1967年） - 若さま侍捕物手帖(林与一)（関西テレビ 1973年） - 若さま侍捕物帳(田村正和)（テレビ朝日1978年） - 若大将天下ご免!(橋爪淳)（テレビ朝日 1987年） その他多数（TVシリーズのみ。特別編、スペシャル版などは除く） ※単発ドラマ、一話完結のドラマは除く。 |

漫画・アニメ作品
漫画には上記の映画やテレビドラマ作品の原作となり、実写化された作品が多いが、ここではそうした形で実写映像化していないものを主に挙げる。実写映画化やドラマ化された作品でも、主となる読者・視聴者が低年齢層となる作品はここに含む。
- 赤胴鈴之助
- アフロサムライ（岡崎能士)[注釈 127]
- あんみつ姫（倉金章介）
- 一休さん（テレビ朝日・東映アニメーション）
- 伊賀の影丸（横山光輝）
- お〜い!竜馬
- 影狩りシリーズ
- カムイ伝（白土三平）
- カムイの剣
- 鴉天狗カブト（寺沢武一)[注釈 128]
- 古代幻想ロマンシリーズ（長岡良子）
- サスケ（白土三平）
- 佐武と市捕物控 (石ノ森章太郎）
- サムライチャンプルー（フジテレビ・マングローブ）
- さらい屋 五葉（オノ・ナツメ）
- 獣兵衛忍風帖（川尻善昭監督・マッドハウス制作によるアニメ映画）
- 修羅雪姫 (小池一夫）
- シグルイ（山口貴由）[注釈 129]
- 少年徳川家康（テレビ朝日・東映アニメーション）
- 少年忍者風のフジ丸
- ストレンヂア 無皇刃譚（ボンズ製作の劇場アニメ作品）
- 血だるま剣法/おのれらに告ぐ（平田弘史）
- どろろ (手塚治虫）
- 虹色とうがらし（あだち充）
- 信長協奏曲（石井あゆみ）
- 浮浪雲（ジョージ秋山）
- 花の慶次（原哲夫)[注釈 130]
- バジリスク 〜甲賀忍法帖〜[注釈 131]
- バガボンド（井上雄彦）
- まんが水戸黄門[注釈 132]
- 陸奥圓明流外伝 修羅の刻（川原正敏）
- 夢語りシリーズ（湯口聖子）
- るろうに剣心 -明治剣客浪漫譚-（和月伸宏）
- ワタリ（白土三平）

## 主なテレビ時代劇放送枠

### 通年で本放送
- 土曜時代ドラマ(NHK)
- NHK大河ドラマ(NHK)
- BS時代劇(NHK)

### 例年単発で放送
- NHK正月時代劇(NHK)[注釈 133]

### 主な再放送枠
- おはよう!時代劇（テレビ朝日）
- 名作時代劇(BS-TBS)

### 過去の本放送
NHK
- 大衆名作座
- 金曜時代劇
- 水曜時代劇
- 時代劇ロマン
- 木曜時代劇
- 新大型時代劇

日本テレビ系
- 日本テレビ火曜時代劇
- 日本テレビ日曜時代劇
- 年末時代劇スペシャル（日本テレビ）[注釈 134]
- 時代劇シリーズ（再放送枠）

テレビ朝日系
- テレビ朝日水曜夜9時枠時代劇
- 木曜時代劇(テレビ朝日)20時枠
- テレビ朝日土曜時代劇→木曜時代劇(テレビ朝日)19時枠→月曜時代劇(テレビ朝日)→火曜時代劇(テレビ朝日)19時枠
- テレビ朝日日曜時代劇
- テレビ朝日火曜21時枠時代劇
- 必殺シリーズ（朝日放送）[注釈 135]
- 朝日放送・テレビ朝日金曜9時枠の連続ドラマ（朝日放送・テレビ朝日）[注釈 136]

- アンコールF[注釈 137]

TBS系
- ナショナル劇場→パナソニック ドラマシアター [注釈 138]
- 毎日放送制作土曜時代劇（毎日放送）
- TBS平日16時台枠（再放送枠）
- TBS大型時代劇スペシャル

テレビ東京系
- 新春ワイド時代劇（テレビ東京）[注釈 139]
- 時代劇アワー（再放送枠）
- テレビ東京月曜19時枠時代劇
- テレビ東京月曜21時枠時代劇
- テレビ東京水曜時代劇
- セガサミーシアター→テレビ東京金曜20時枠時代劇
- テレビ東京金曜21時枠時代劇
- テレビ東京土曜時代劇
- テレビ東京日曜時代劇

フジテレビ系
- フジテレビ月曜時代劇
- 白雪劇場[注釈 140]
- 関西テレビ制作火曜22時枠時代劇（関西テレビ放送）
- フジテレビ月曜22時枠時代劇
- フジテレビ水曜時代劇→火曜時代劇
- 時代劇スペシャル (フジテレビ)
- フジテレビ土曜20時枠時代劇
- フジテレビ土曜22時枠時代劇
- フジテレビ木曜20時枠時代劇
- フジテレビ木曜21時枠時代劇
- フジテレビ木曜22時枠時代劇

## 時代劇スタジオ

### 現行
時代劇の撮影が可能なパーマネントセットを有するスタジオ、その他の場所。
- 東映京都撮影所、東映太秦映画村
- 松竹京都撮影所
- みろくの里
- 日光江戸村
- ワープステーション江戸
- 庄内映画村

### かつて存在したスタジオ
戦前
- 二条城撮影所
- 日暮里撮影所
- 小阪撮影所
- 巣鴨撮影所
- 角筈撮影所
- 甲陽撮影所
- 御室撮影所
- 等持院撮影所
- 蘆屋撮影所
- 長瀬撮影所
- 嵯峨野撮影所
- 吾嬬撮影所
- ツキガタプロダクション撮影所
- 嵐寛寿郎プロダクション太秦撮影所
- 阪東関東撮影所
- 入江ぷろだくしょん撮影所
- 片岡千恵蔵プロダクション撮影所
- 市川右太衛門プロダクションあやめ池撮影所
- 東宝映画京都撮影所

戦後
- 国際放映 - 東京メディアシティへ改築される前に存在した。
- 三船プロダクション
- 生田スタジオ - オープンセットを有していた。美術監督の鳥居塚誠一がデザイン。
- 松竹京都撮影所
- 松竹大船撮影所 - 簡易オープン
- 日本京映撮影所
- 大映京都撮影所
- 日本電波映画撮影所